# Storia dei Dallas Cowboys

Il logo dei Dallas Cowboys

I Dallas Cowboys sono un club di football americano professionistico nato nel 1960 con sede a Dallas, Texas, USA. Questa voce approfondisce la storia della franchigia dalla sua fondazione.

## Anni sessanta
I Dallas Cowboys sono stati la prima franchigia di espansione dell'era moderna della National Football League. La NFL era in ritardo nel fornire una franchigia a Dallas: dopo che a Lamar Hunt fu respinta la richiesta di acquisire una franchigia a Dallas, egli divenne parte del gruppo di proprietari che fondò la American Football League con i Dallas Texans (in seguito divenuti Kansas City Chiefs). Per non cedere il sud degli Stati Uniti alla AFL, la NFL assegnò a Dallas una franchigia, ma non prima che si tenne il Draft NFL 1960. A causa di ciò, la squadra di Dallas divenne la prima franchigia di espansione a non beneficiare del draft per scegliere i giocatori provenienti dal college.

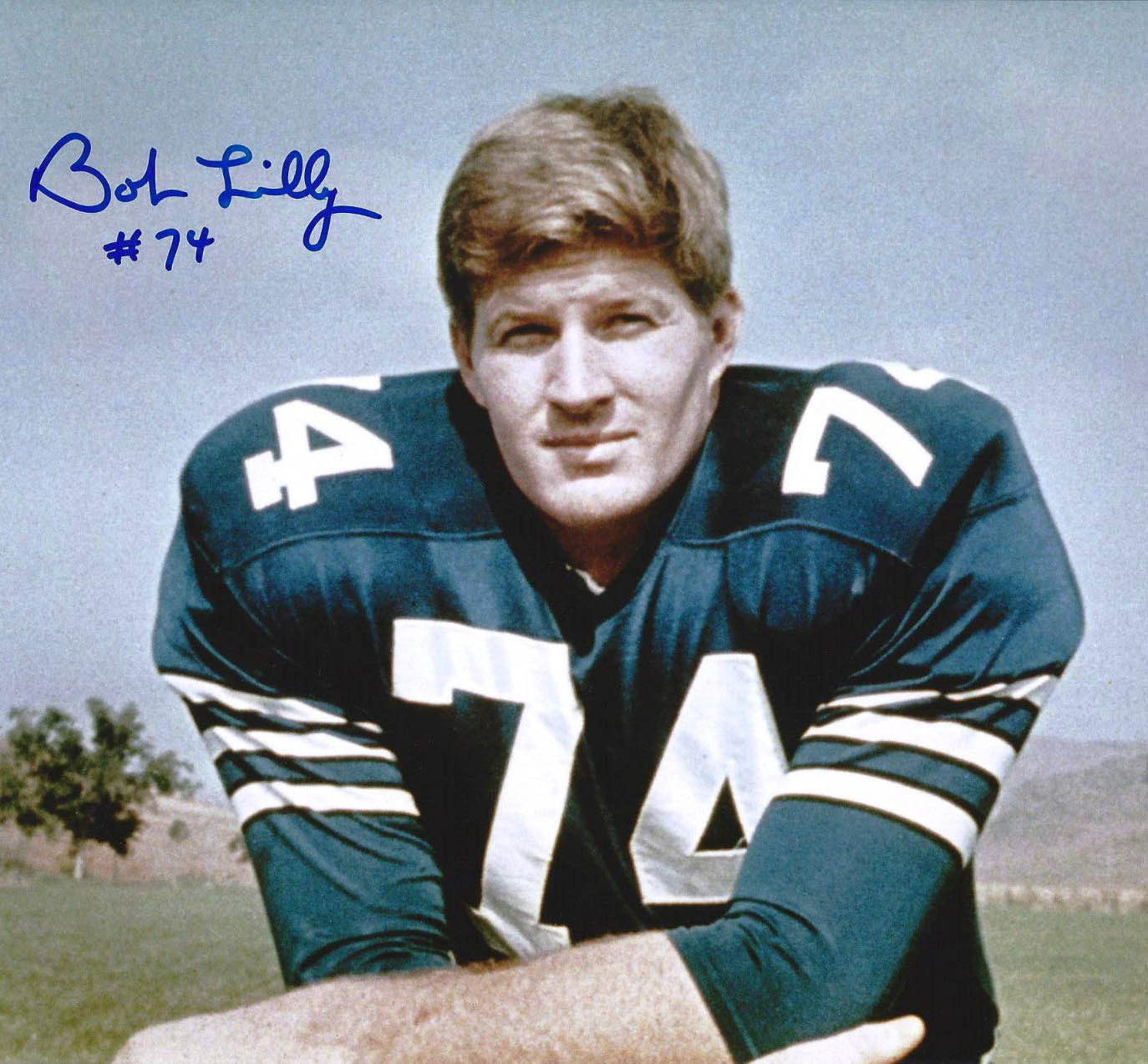
"Mr. Cowboy" Bob Lilly

In origine, la formazione di una società di football in Texas incontrò la forte opposizione del proprietario dei Washington Redskins George Preston Marshall. Ciò non fu una sorpresa, poiché malgrado fossero localizzati nella capitale della nazione, i Redskins di Marshall detenevano il monopolio della rappresentazione del sud degli Stati Uniti da diversi decenni. Questo sorprese però i futuri proprietari della squadra, Clint Murchison Jr. e Bedford Wynne, così, per assicurarsi la nascita del loro expansion team, acquistarono la canzone utilizzata dai Redskins, "Hail to the Redskins" e minacciarono di rifiutare di concedere a Marshall di suonare quella canzone durante le gare della squadra. Avendo assoluto bisogno di quella canzone, divenuta parte integrante della cultura della franchigia, Marshall cambiò idea e alla città di Dallas fu assegnata una franchigia della NFL il 28 gennaio 1960. Queste iniziali controversie contribuirono a far nascere una rivalità tra le più accese della National Football League, che continua ancora oggi.

La squadra fu inizialmente chiamata Dallas Steers e in seguito Dallas Rangers. Il 19 marzo 1960, l'organizzazione annunciò che la squadra avrebbe mutato nome in Cowboys per evitare confusioni con la squadra di baseball dei Dallas Rangers. Gli investitori che fondarono i Dallas Cowboys furono Clint Murchison, Jr. (45%), John D. Murchison (45%), insieme ai detentori di quote di minoranza Toddie Lee and Bedford Wynne (direttore e segretario) (5%) e William R. Hawn (5%). I proprietari assunsero Tex Schramm come general manager, Gil Brandt come direttore del personale e Tom Landry come capo-allenatore. I Cowboys iniziarono a giocare nel 1960, disputando le loro gare casalinghe nel centro di Dallas al Cotton Bowl. La prima stagione della storia della squadra si concluse con un record di 0-11-1 a causa di un roster formato da giocatori sotto la media (molti alla loro prima esperienza), formato attraverso l'expansion draft. L'anno successivo, i Cowboys parteciparono al loro primo draft, scegliendo dai TCU Horned Frogs il defensive tackle Bob Lilly con la tredicesima chiamata (anche se i Cowboys avevano terminato col peggior record della lega nel 1960, la prima scelta assoluta fu assegnata alla nuova squadra di espansione, i Minnesota Vikings). La stagione 1961 vide la prima vittoria dei Cowboys, per 27-24 sui Pittsburgh Steelers, il 17 dicembre. 

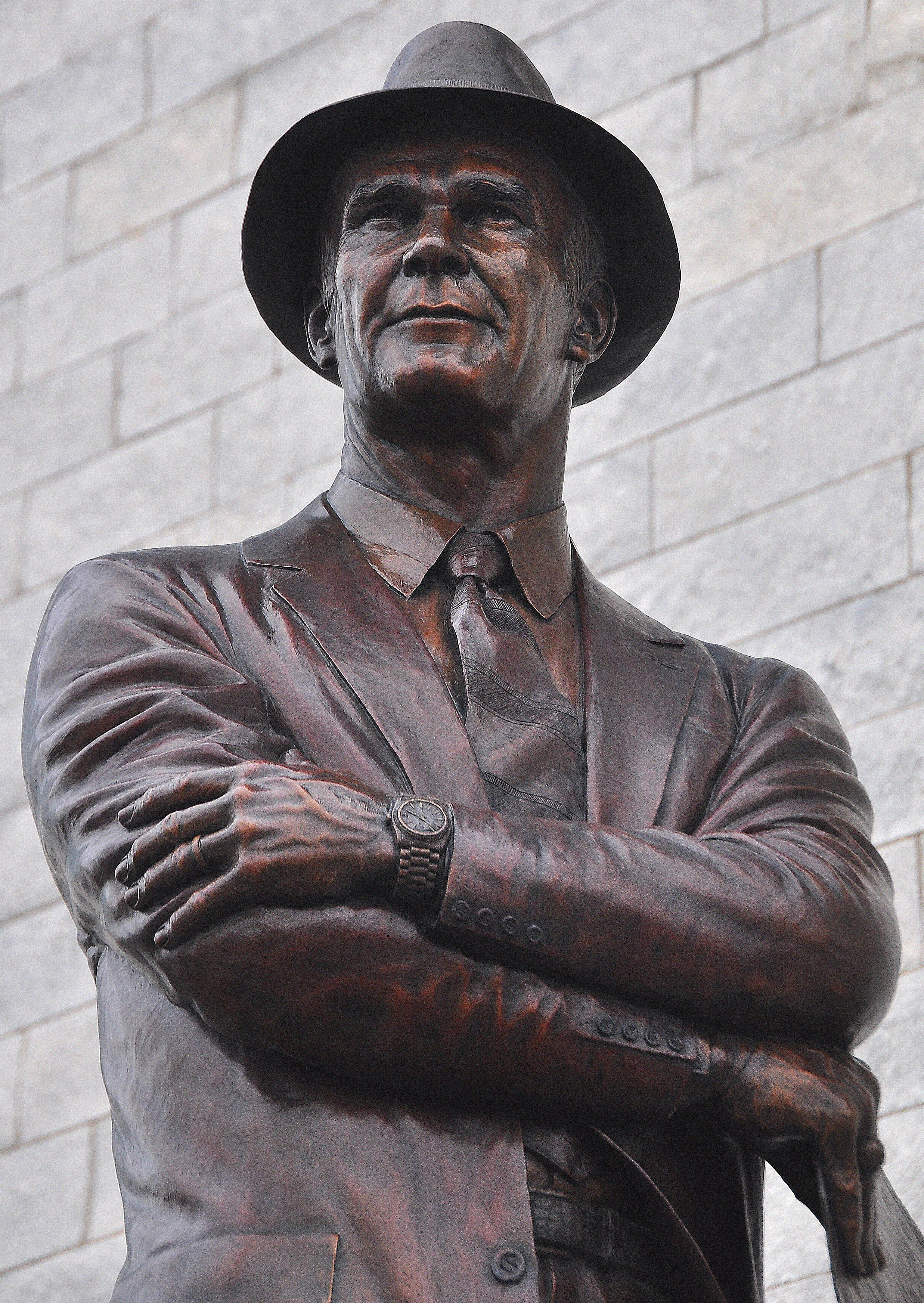
La statua di Tom Landry, che allenò i Cowboys dalla fondazione nel 1960 al 1989.

Nel 1962, Dallas migliorò leggermente, terminando con un record di 5-8-1, ma nel 1963 scesero nuovamente a 4-10, seguito da un'altra annata da 5-8-1 nel 1964. Nel corso di questo periodo, i Cowboys ebbero la sfortuna di essere associati alla città in cui il Presidente Kennedy fu assassinato. I successi dei Cowboys nel prosieguo del decennio, contribuirono grandemente a riportare in alto l'orgoglio cittadino di Dallas dopo l'assassinio.
Dopo la prima metà degli anni sessanta, i Cowboys diventarono gradualmente una contendente al titolo. Il quarterback Don Meredith fu acquisito nel 1960, il running back Don Perkins, il linebacker Chuck Howley e Lilly nel 1961, il linebacker Lee Roy Jordan nel 1963, il cornerback Mel Renfro nel 1964 e il wide receiver "Bullett" Bob Hayes e il running back Dan Reeves nel 1965, quando i Cowboys terminando con un record di 7-7, per la prima volta che riuscirono a vincere almeno la metà delle partite. Nel 1966, i Cowboys conclusero la loro prima stagione con un record positivo, dominando la Eastern Conference con un record di 10-3-1. Dallas inviò otto giocatori al Pro Bowl, tra cui Hayes, Howley, Meredith, Perkins e i futuri membri della Pro Football Hall of Fame Lilly e Renfro. Nei loro primi playoff della storia i Cowboys furono sconfitti nella finale del campionato NFL dai Green Bay Packers per 34–27, con un finale al cardiopalma in cui la squadra di Vince Lombardi fermò i Cowboys sulla goal line con 28 secondi rimanenti al termine della partita. Malgrado questa delusione, la stagione 1966 segnò l'inizio di una cavalcata che portò Dallas a qualificarsi per i playoff per otto stagioni consecutive, un record NFL (Dallas in seguito superò il suo stesso primato arrivando nove volte consecutive ai playoff nel periodo 1975–1983).
Nel 1967, i Cowboys terminarono con un record di 9–5 e ottennero la loro prima vittoria nei playoff, battendo nettamente 52–14 i Cleveland Browns. Nella finale di campionato incontrarono nuovamente i Packers, col vincitore che avrebbe avuto la possibilità di accedere al Super Bowl II. La gara, che si tenne il 31 dicembre 1967 al Lambeau Field di Green Bay, fu la più fredda della storia della NFL. I Cowboys persero 21–17 a causa di un touchdown del quarterback dei Packers Bart Starr con 16 secondi rimanenti. La gara venne in seguito ricordata come "Ice Bowl".
Dallas rimase una della migliori squadre della NFL per il resto del decennio. Essi vinsero facilmente la loro division nel 1968 (con un record di 12-2) e nel 1969 (terminando 11–2–1). Entrambe le stagioni terminarono però con delle deludenti sconfitte coi Cleveland Browns. I ripetuti fallimenti nel giungere all'obiettivo finale fecero guadagnare alla squadra il soprannome di "Next Year's Champions" (i campioni dell'anno prossimo) e la reputazione di non essere in grado di vincere l'alloro che più contava.
Nel 1969 fu posata la prima pietra del nuovo stadio dei Cowboys che avrebbe sostituito il Cotton Bowl. Il Texas Stadium a Irving, un sobborgo di Dallas, sarebbe stato completato durante la stagione 1971.

## Anni settanta

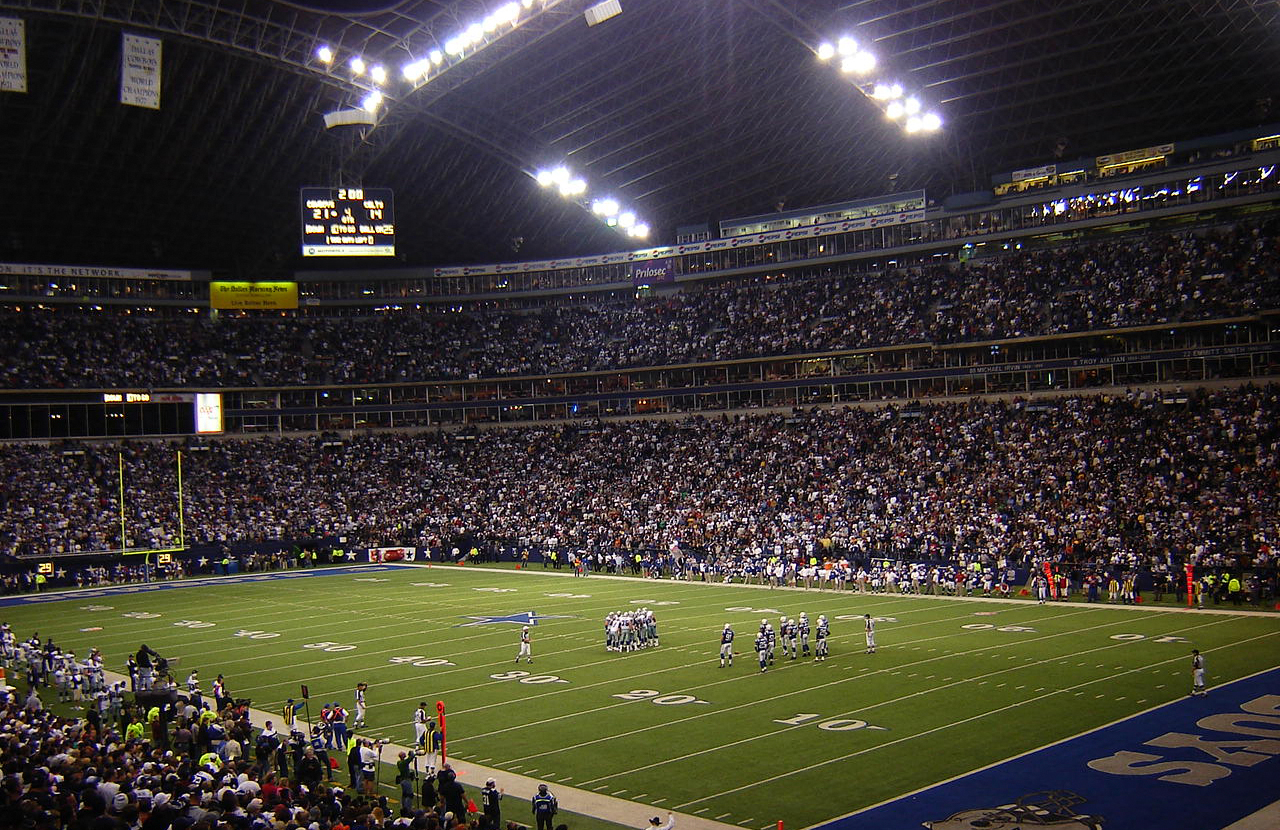
Il Texas Stadium divenne la nuova casa dei Cowboys nel 1971.

Negli anni settanta, la NFL passò attraverso diversi cambiamenti, quando assorbì la AFL unificando le due leghe, ma anche i Cowboys affrontarono altrettanti cambiamenti. Meredith e Perkins si ritirarono nel 1969 e diversi nuovi giocatori si unirono alla società, come Cliff Harris, Lee Roy Jordan e i futuri membri della Hall of Fame Rayfield Wright, Mike Ditka, Herb Adderley e Roger Staubach. Guidata dal quarterback Craig Morton, la squadra terminò con un record di 10-4 nel 1970. Una sconfitta per 38-0 contro i Cardinals fu il punto più basso di quella stagione ma la squadra si riprese e raggiunse i playoff, dove sconfisse i Detroit Lions 5-0 nella gara di playoff col punteggio più basso della storia. Dallas raggiunse così il suo primo Super Bowl, un Super Bowl V costellato di errori, dove perse 16-13 coi Baltimore Colts a causa di un field goal segnato dal kicker dei Colts Jim O'Brien a cinque minuti dal termine della gara.

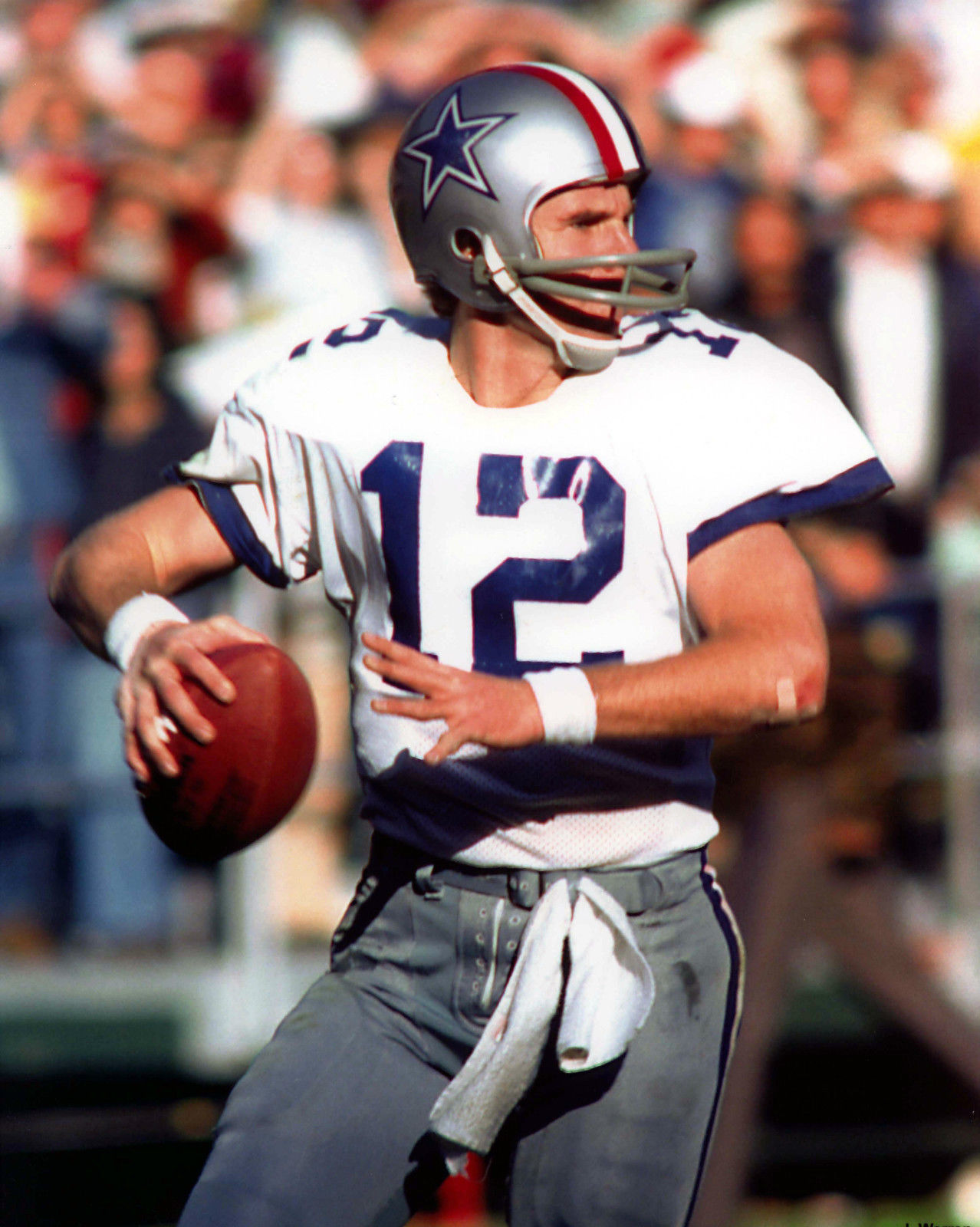
Il quarterback Roger Staubach.

I Cowboys passarono dal Cotton Bowl al Texas Stadium nella settimana 6 della stagione 1971. Anche se la loro prima partita nella nuova casa fu una vittoria per 44-24 sui New England Patriots, Dallas si trovò ferma su un record di 4-3 a metà stagione, incluse sconfitte contro due squadre mediocri come New Orleans Saints e Chicago Bears. Landry nominò Staubach definitivamente quarterback titolare all'inizio della seconda metà della stagione e Dallas spiccò il volo. I Cowboys vinsero tutte le ultime sette gare della stagione regolare, dopo le quali batterono Minnesota Vikings e San Francisco 49ers nei playoff facendo ritorno al Super Bowl. Nel Super Bowl VI, grazie a una prestazione da MVP di Staubach e stabilendo l'allora record di Super Bowl di 252 yard corse i Cowboys batterono i Miami Dolphins, 24-3, seppellendo definitivamente il soprannome ironico di "Next Year's Champions". Quella gara rimane l'unico Super Bowl in cui entrambe le squadre non segnarono alcun touchdown.
Nella stagione 1972 i Cowboys ebbero ancora un bilancio positivo, ma il loro record di 10-4 li fece qualificare ai playoff solo come wild card. Nel divisional round dei playoff essi affrontarono i San Francisco 49ers. Ad un certo momento della gara i Niners conducevano 28-13 e sembravano in grado di vendicare le sconfitte subite da Dallas nelle due precedenti annate di playoff. Landry però spostò in panchina Morton e Staubach lanciò due passaggi da touchdown a meno di due minuti dal termine, incluso quello della vittoria per Ron Sellers che diede la vittoria per 30-28 a Dallas, la prima di una serie di spettacolari rimonte guidate da Staubach durante gli anni settanta.
La popolarità dei Cowboys nel frattempo stava crescendo non solo a Dallas, ma in tutta la nazione. Le loro apparizioni televisive nel Giorno del Ringraziamento a partire dalla stagione 1966 contribuirono a portare i Cowboys di fronte a una platea nazionale. Sotto la direzione di Tom Landry, la cosiddetta "Doomsday Defense" divenne una forza dominante nella NFL e nel contempo anche il loro attacco era eccitante da guardare. Dallas si impose anche come una delle franchigie più innovative fuori dal campo di gioco. Fu la prima squadra ad utilizzare i computer tra gli osservatori, la prima ad avere una squadra di cheerleader con una sequenza di elaborate coreografie predefinite e la prima a trasmettere le proprie telecronache anche in spagnolo. Il general manager Tex Schramm divenne il più potente nel suo ruolo di tutta la NFL; fu colui che insistette perché la lega adottasse cambiamenti quali i pali della goal line spostati dietro la end zone (negli anni ottanta) e l'uso dell'instant replay. Mentre i Pittsburgh Steelers vinsero più Super Bowl nel corso del decennio, Dallas emerse come la squadra "alla moda" di quel periodo.

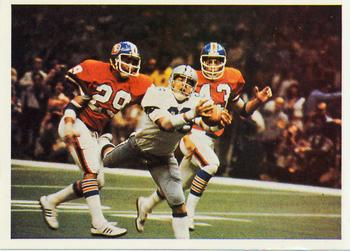
I Cowboys contro i Broncos nel Super Bowl XII

I Cowboys rallentarono leggermente nel 1974, terminando con un record di 8-6 e mancando i playoff per la prima volta in nove anni. Ad ogni modo, la squadra scelse bene nel draft successivo, pescando il defensive lineman Randy White (un futuro membro della Hall of Fame) ed il linebacker Thomas "Hollywood" Henderson. La ventata di giovinezza riportò i Cowboys ai playoff nel 1975 come wild card, battendo i Vikings e qualificandosi per il Super Bowl X, dove furono sconfitti dai Pittsburgh Steelers, 21-17. Nel 1976, la squadra terminò con un record di 11-3, vincendo la NFC East ma perdendo contro i Los Angeles Rams nei playoff.

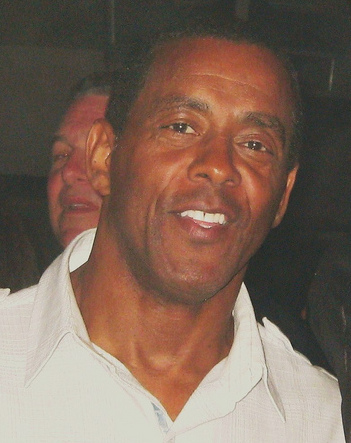
Il running back membro della Hall of Fame Tony Dorsett fu scelto da Dallas nel Draft 1977.

I Cowboys iniziarono la stagione 1977 vincendo le prime otto partite, prima di subire due sconfitte consecutive contro i St. Louis Cardinals in un Monday Night Football e con gli Steelers a Pittsburgh. Dopo questi passi falsi, ad ogni modo, la squadra vinse le quattro rimanenenti gare della stagione, terminando sia col miglior attacco che con la miglior difesa della lega. Nei playoff, i Cowboys batterono nettamente i Chicago Bears 37-7 e i Minnesota Vikings 23-6, prima di trionfare contro i Denver Broncos 27-10 nel Super Bowl XII a New Orleans. In quella partita la difesa di Dallas dominò ancora e, a testimonianza di ciò, i defensive linemen Randy White e Harvey Martin furono nominati co-MVP, l'unica volta della storia in cui due giocatori condivisero quel premio.
Dopo una partenza lenta nel 1978, Dallas vinse le ultime sei gare della stagione regolare, terminando con un record di 12-4. Dopo aver vinto una partita inaspettatamente equilibrata contro gli Atlanta Falcons al Texas Stadium, i Cowboys si spostarono a Los Angeles vincendo nettamente la finale della NFC per 28-0. Dallas affrontò così i Pittsburgh Steelers nel Super Bowl XIII all'Orange Bowl di Miami. Gli Steelers superarono in finale i Cowboys 35-31, malgrado una furiosa rimonta che vide Dallas segnare due touchdowns nel finale del quarto periodo; la gara si decise solo negli ultimi venti secondi, quando fallì il recupero di un onside kick da parte di Dallas. Bob Ryan, un editor di NFL Films, soprannominò i Cowboys "America's Team" dopo questa stagione, un soprannome che suscitò derisione tra coloro che non erano tifosi dei Cowboys ma che attecchì nel tempo, sia nei periodi positivi che in quelli negativi.
Dallas terminò la stagione 1979 con un record di 11-5. La squadra ebbe un calo a novembre ma rimontò vincendo le successive due partite. Questo portò la squadra all'ultima gara di stagione regolare contro Washington in cui la vincente si sarebbe assicurata il titolo della NFC East mentre la perdente sarebbe stata esclusa dai playoff. Nel corso della gara al Texas Stadium i tifosi assistettero a una delle più grandi rimonte di Staubach. Coi Cowboys in svantaggio per 17-0, essi segnarono tre touchdown consecutivi, portandosi in vantaggio. Guidati dal running back John Riggins, i Redskins rimontarono portandosi nettamente avanti nel punteggio per 34-21 ma i Cowboys segnarono 2 touchdown negli ultimi cinque minuti, incluso un passaggio da touchdown di Staubach per Tony Hill con meno di un minuto al termine, sigillando la spettacolare vittoria per 35-34. La stagione tuttavia terminò in modo deludente dal momento che gli sfavoriti Rams vinsero a Dallas per 21-19 nel primo turno dei playoff. Questa gara segnò la fine di un'epoca, dal momento che le ripetute commozioni cerebrali subite in carriera da Staubach lo portarono al ritiro pochi mesi dopo, in una emozionante conferenza stampa al Texas Stadium.

## Anni ottanta

### 1980
Danny White divenne il quarterback titolare dei Cowboys nel 1980. Senza la presenza di Staubach, non ci si attendeva molto dai Cowboys ma essi disputarono una sorprendente stagione regolare, terminata con un record di 12-4. Anche i Philadelphia Eagles terminarono con un record di 12-4, ma vinsero la division per la classifica avulsa. I Cowboys vinsero nel turno delle wildcard in casa contro i Rams, dopo di che White guidò una rimonta nel finale di gara del turno successivo contro Atlanta. Dallas affrontò gli Eagles nella finale della NFC ma fu sconfitta con un imbarazzante 20-7 contro i loro rivali di division al Veterans Stadium.

### 1981
Dallas iniziò l'annata con un record di 4-0, terminando con un record di 12-4 e un nuovo titolo della NFC. Dallas distrusse i Tampa Bay Buccaneers nel divisional round dei playoff 38-0. In seguito volò a San Francisco per affrontare i 49ers nella finale della NFC, in una gara che sarebbe diventata tra le più famose della storia della NFL. Con i Cowboys in vantaggio 27-21 nel finale dell'ultimo quarto e apparentemente diretti verso il loro sesto Super Bowl, i Niners misero in piedi un lungo drive terminato col passaggio da touchdown di Joe Montana per Dwight Clark nell'ultimo minuto di gioco. Dallas non si arrese ancora però, e White completò un passaggio per Drew Pearson portandosi nella zona di campo dei 49ers. Due giocate dopo, White commise un fumble dopo essere stato colpito e San Francisco lo recuperò sigillando la vittoria per 28-27. Il balzo di Clark nella end zone divenne famoso come "The Catch" e fu la miglior rappresentazione del cambio di dominio nella NFC, dai Cowboys negli anni settanta ai 49ers nel decennio successivo.

### 1982

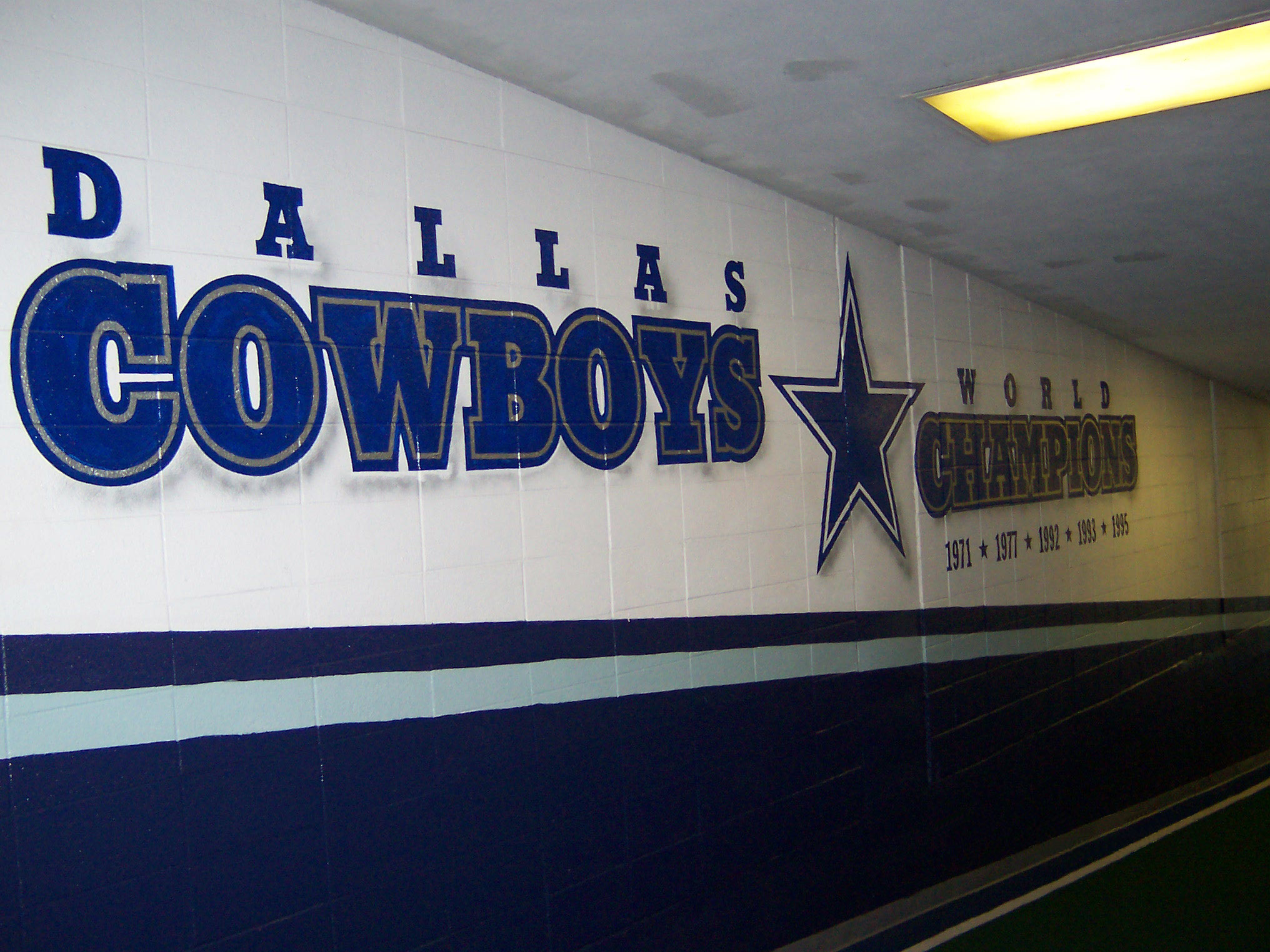
Il tunnel d'ingresso del Texas Stadium

Dallas terminò la stagione accorciate per sciopero del 1982 con un record di 6-3. I Cowboys avevano una gara di vantaggio sui Redskins a due gare dal termine della stagione regolare, ma caddero prima in casa contro Philadelphia e poi persero un Monday night a Minnesota (una gara ricordata per il touchdown su corsa da 99 yard di Tony Dorsett che stabilì il nuovo primato NFL). Dallas disputò due gare negli insoliti playoff allargati a un numero maggiore di squadre, battendo Tampa Bay e Green Bay. Nella finale della NFC, Washington sconfisse Dallas 31-17 all'RFK Stadium. Questa gara terminò la spettacolare striscia che vide i Cowboys disputare 10 delle ultime 13 finali della NFC.

### 1983
I Cowboys aprirono la stagione 1983 nel migliore dei modi, rimontando uno svantaggio di 23-3 contro Washington campione in carica e vincendo 31-30. Dopo di ciò, vinsero le successive sei partite. Quando Dallas e Washington si incontrarono nuovamente nella settimana 15 al Texas Stadium, entrambe le franchigie si trovavano su un record di 12-2. I Redskins però batterono i Cowboys facilmente. Successivamente i Cowboys persero nettamente l'ultima gara di stagione regolare coi 49ers e furono eliminati a sorpresa in casa nel primo turno di playoff dai Rams.

### 1984
Cambiamenti e controversie segnarono la stagione 1984 dei Cowboys. Malgrado l'aver guidato Dallas ai playoff in una ognuna delle sue precedenti quattro stagioni come quarterback titolare, Danny White iniziò ad attirare delle critiche per "non essere in grado vincere la grande partita" e diversi giocatori in forma privata espressero la loro preferenza per il quarterback di riserva Gary Hogeboom. Landry decise di far partite Hogeboom come titolare e la squadra iniziò la stagione con un record di 4-1, salvo poi vedere il ritorno di White a causa dell'inconsistenza delle giocate di Hogenboom. Ciò tuttavia non fu sufficiente. I Cowboys subirono un'imbarazzante sconfitta nella settimana 12 contro i Buffalo Bills ancora senza vittorie e, avendo bisogno di una vittoria per centrare i playoff, persero entrambe le gare successive. Dallas terminò la stagione con un record di 9-7, mancando l'accesso ai playoff per la prima volta nell'ultimo decennio. Un importante cambiamento non correlato al campo avvenne nel 1984. Clint Murchison, in difficoltà finanziarie a causa del crollo del prezzo del petrolio, vendette i Cowboys al petroliere di Dallas H.R. "Bum" Bright a maggio.

### 1985

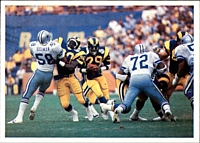
I Cowboys contro i Rams nei playoff del 1985

L'arrivo di Bright coincise col declino delle fortune dei Cowboys. La stagione 1985 si sviluppò tra alti e bassi in un susseguirsi di vittorie e sconfitte, la peggiore delle quali nella settimana 11 per 44-0 contro i fortissimi Chicago Bears, la prima volta che la squadra non riuscì a segnare alcun punto dal 1970. Con un record di 10-6, i Cowboys vinsero la loro division, ma furono estromessi dai Rams per 20-0 nei playoff. Questi furono gli ultimi playoff di Tom Landry come allenatore.

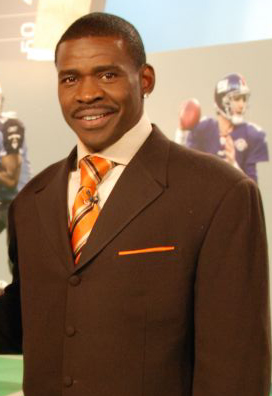
Michael Irvin arrivò ai Cowboys nel 1988.

### 1986
La stagione 1986 iniziò sotto premesse positive, con il rinomato coordinatore offensivo Paul Hackett e l'ex vincitore dell'Heisman Trophy Herschel Walker che si unirono alla squadra. I Cowboys partirono con un record di 6-2 ma una frattura al polso di White a metà stagione in una gara contro i New York Giants, contribuì a far perdere tutte le successive sette partite, ad eccezione di una. Dallas terminò con un bilancio di 7-9, terminando la propria striscia di 20 stagioni consecutive con un record positivo.

### 1987
Dallas iniziò la stagione con un record di 1-1 prima che uno sciopero dei giocatori costringesse le squadre a dover utilizzare atleti sostitutivi. Schramm, avendo anticipato lo sciopero, assemblò una delle migliori squadre di sostituti, migliorata inoltre da diversi titolari che conclusero in anticipo la protesta (tra cui Dorsett, Danny White e Randy White). Quei Cowboys però subirono un'imbarazzante sconfitta in casa contro la squadra dei Redskins composta interamente da riserve e una volta che lo sciopero terminò, Dallas perse sei delle ultime otto gare, terminando con un bilancio di 7-8.

### 1988
I Cowboys iniziarono la stagione 1988 con un record di 2-2 ma una sconfitta all'ultimo secondo contro New Orleans diede inizio a una striscia di 10 sconfitte consecutive. Le poche note positive della stagione furono la scelta del primo giro del Draft 1988, il wide receiver Michael Irvin, e la vittoria della settimana 15 sui Redskins a Washington, l'ultima di Tom Landry.

### 1989: l'arrivo di Jerry Jones
Bright vendette i Cowboys all'imprenditore dell'Arkansas Jerry Jones il 25 febbraio 1989. Il primo atto di Jones come proprietario fu quello di licenziare l'unico allenatore che la squadra avesse mai avuto. L'improvviso benservito Tom Landry fece attirare su Jones notevoli critiche. Landry stesso ammise le proprie difficoltà, dopo aver superato i 60 anni, nella gestione del cronometro delle partite e dei problemi ad adattarsi agli attacchi della NFL negli anni 80, anche se i problemi dei Cowboys non furono totalmente colpa sua ma furono ingigantiti da anni di pessime scelte nei draft. Schramm, Brandt e tutto il personale storico se ne andarono presto anch'essi. Jones sostituì Landry con l'allenatore della University of Miami Jimmy Johnson. Col peggior record della lega nella stagione 1988, Dallas scelse come primo assoluto nel Draft NFL 1989 il quarterback di UCLA Troy Aikman (Tom Landry stesso aveva espresso interesse verso Aikman prima di venire licenziato). Dopo che Dallas aprì la stagione 1989 con un record di 0-5, Johnson scambiò Herschel Walker coi Minnesota Vikings per cinque giocatori veterani e otto scelte del draft. Un totale di 18 giocatori furono coinvolti nello scambio, all'epoca il più grande della storia della NFL. I Cowboys terminarono la stagione 1989 con un record di 1-15, il peggiore della storia della squadra. Il quarterback rookie Steve Walsh, partito come titolare al posto di un infortunato Aikman, guidò la squadra all'unica vittoria a metà stagione contro Washington.

## Anni novanta
Dallas terminò ancora col peggior record della lega ma non ottenne la prima scelta assoluta poiché vi aveva rinunciato per scegliere Steve Walsh nel draft supplementare dell'anno precedente. Johnson fece tornare velocemente i Cowboys nell'élite della NFL con una serie di ottime scelte nel draft. Dopo aver scelto Aikman, il fullback Daryl Johnston e il centro Mark Stepnoski nel 1989, Johnson aggiunse il running back Emmitt Smith nel 1990, il defensive tackle Russell Maryland e l'offensive tackle Erik Williams nel 1991 e la safety Darren Woodson nel 1992. Questi giovani talenti si aggiunsero ai giocatori di livello scelti nell'era Landry come Michael Irvin, l'offensive guard Nate Newton, il linebacker Ken Norton Jr., l'offensive lineman Mark Tuinei e a veterani di valore come il tight end Jay Novacek e il defensive end Charles Haley.

### 1990
I Cowboys terminarono la stagione 1990 con un record di 7–9, con Emmitt Smith che vinse il premio di rookie offensivo dell'anno e Johnson quello di allenatore dell'anno. Nella settimana 15 Dallas non riuscì a segnare alcun punto contro i Cardinals, l'ultima volta che questo accadde alla squadra fino al 2010.

### 1991

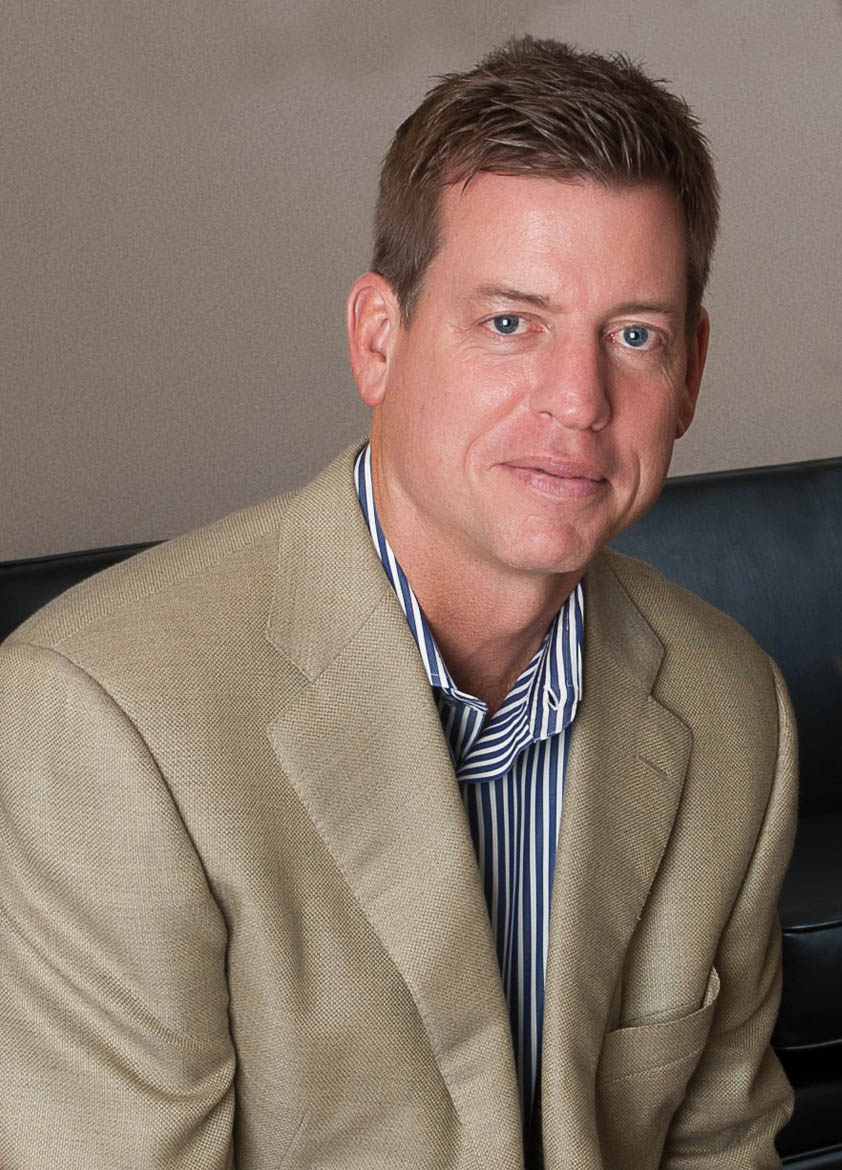
Troy Aikman fu l'MVP del Super Bowl XXVII.

Nel 1991 Dallas terminò con un record di 11–5, raggiungendo i playoff per la prima volta dal 1985. I Cowboys batterono i Chicago Bears 17-13 nel turno delle wild card. Nel divisional round, essi affrontarono i Lions di Barry Sanders, che li avevano battuti in precedenza nel corso della stagione regolare. Detroit ripeté quella prestazione, superando nettamente i Cowboys 38-6 nella loro unica vittoria nei playoff dal 1957. I Cowboys divennero anche la prima squadra a poter contare sui leader della lega in yard corse (Smith) e ricevute (Irvin). Quella stagione segnò anche il ritorno di Dallas nel Monday Night Football dopo un'assenza di due anni.

### 1992: terzo Super Bowl
Nel 1992 i Cowboys terminarono con un record di 13–3 (il secondo migliore della NFL), guidati dalla miglior difesa della lega e raggiungendo il picco della loro popolarità (molti tifosi in trasferta tifavano per i Cowboys), vendicando la loro sconfitta nella finale della NFC del 1981 battendo i 49ers 30–20 in un fangoso Candlestick Park. I Cowboys distrussero i Buffalo Bills nel Super Bowl XXVII, 52–17, forzando il record dell'evento di nove palloni persi dagli avversari. Il quarterback Troy Aikman fu nominato MVP dopo aver completato il 73,3% dei suoi passaggi per 273 yard, 4 touchdown e nessun intercetto per un passer rating del 140,7, coi Cowboys che tennero il running back futuro Hall of Famer dei Bills Thurman Thomas a sole 19 yard corse, meno di quante ne corse Aikman. Emmitt Smith corse 108 yard e divenne il primo giocatore a guidare la lega in yard corse e vincere il Super Bowl nella stessa stagione. Coach Johnson divenne il primo allenatore a vincere il campionato nazionale al college e il Super Bowl nel football professionistico.

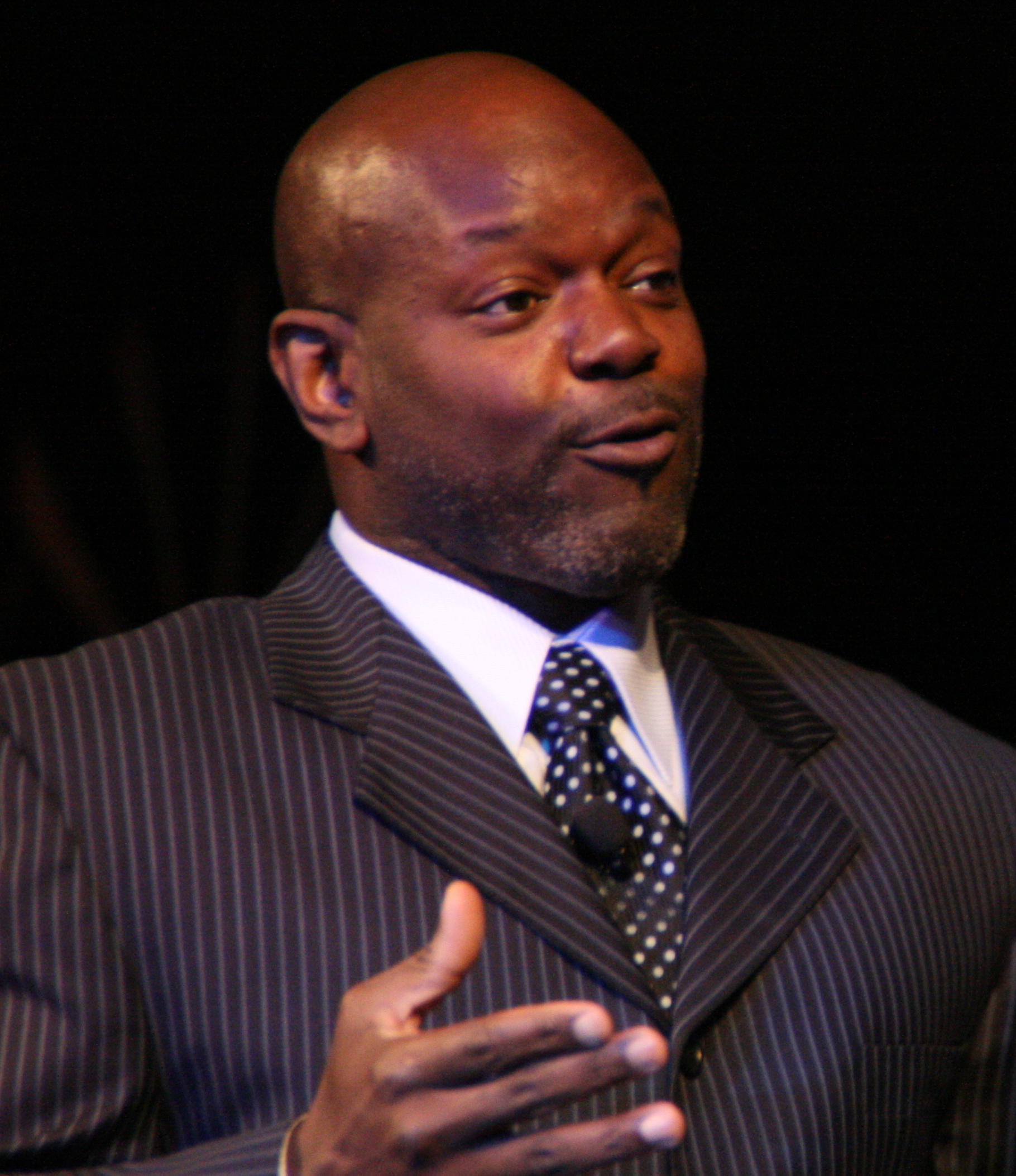
Emmitt Smith fu l'MVP della NFL e del Super Bowl nella stagione 1993.

### 1993: quarto Super Bowl
La stagione successiva, i Cowboys terminarono con un bilancio di 12–4, superando nuovamente i 49ers nella finale della NFC (38-21), questa volta però al Texas Stadium, e ancora sconfissero i Buffalo Bills nel Super Bowl XXVIII, 30–13. I Cowboys stabilirono un record NFL con 11 giocatori convocati per il Pro Bowl: Troy Aikman, Emmitt Smith, Michael Irvin, Thomas Everett, Daryl Johnston, Russell Maryland, Nate Newton, Ken Norton Jr, Jay Novacek, Mark Stepnoski ed Erik Williams. Emmitt Smith guidò la lega in yard corse per il terzo anno consecutivo, malgrado avesse perso le prime due gare della stagione per una disputa contrattuale, venendo nominato MVP sia della stagione regolare che del Super Bowl, in cui corse 30 volte per 132 yard e 2 touchdown, ricevendo anche 4 passaggi per 26 yard.

### 1994: cambio di allenatore
Poche settimane dopo il Super Bowl XXVIII però, le frizioni tra Johnson e Jones culminarono nel sorprendente addio di Johnson al mondo del football rassegnando le proprie dimissioni. Il giorno successivo, Jones assunse l'ex allenatore della University of Oklahoma Barry Switzer per sostituire Johnson. Norton e la guardia Kevin Gogan lasciarono la squadra come free agent ma Dallas scelse nel draft l'offensive lineman Larry Allen, che sarebbe diventato una colonna della squadra nel successivo decennio, venendo introdotto nella Hall of Fame nel 2013. Nel 1994, i Cowboys giocarono di fronte alla più grande folla che abbia mai assistito a una gara della NFL, 112.376 spettatori in una gara di pre-stagione a Città del Messico contro gli Houston Oilers. La squadra vinse ancora la propria division con un record di 12-4 e le quattro sconfitte giunsero con un saldo negativo totale di soli venti punti. La squadra subì però degli infortuni chiave con Erik Williams che si fermò a metà stagione per un incidente automobilistico e Emmitt Smith che perse l'ultimo mese a causa di un infortunio al tendine del ginocchio. Dallas giunse fino alla finale della NFC a San Francisco, dove, in svantaggio 21-0 alla fine del primo quarto, non riuscì a recuperare e fu sconfitta dai 49ers di Steve Young per 38–28.

### 1995: quinto Super Bowl

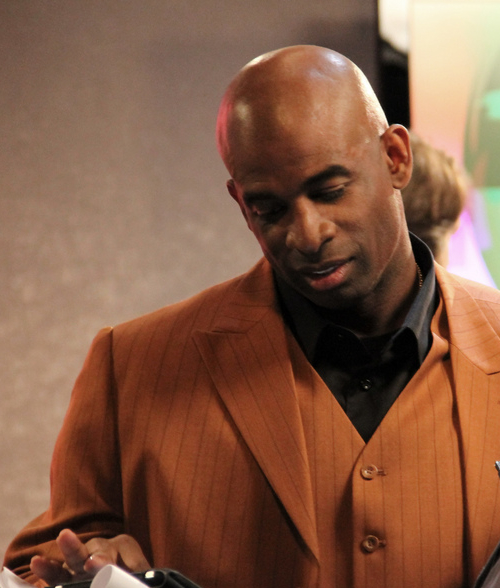
Deion Sanders arrivò ai Cowboys nel 1995 e vinse subito il Super Bowl.

Nel 1995 Jones mise a segno il miglior colpo di mercato dell'anno quando si assicurò le prestazioni del All-Pro cornerback Deion Sanders, proveniente da San Francisco. Dallas concluse la stagione regolare con un altro record di 12–4 e la vittoria della NFC. Emmitt Smith guidò la NFL in yard corse per la quarta volta con l'allora record NFL di 25 touchdown segnati su corsa. Dopo aver superato gli Eagles 30-11 nei divisional playoff, i Cowboys conquistarono il loro ottavo titolo di conference battendo i Green Bay Packers 38–27 al Texas Stadium. I Cowboys poi sconfissero i Pittsburgh Steelers nel Super Bowl XXX 27–17, vendicando le due sconfitte per quattro punti subite da Pittsburgh nei Super Bowls X e XIII. Coach Switzer seguì Johnson a vincere il titolo NCAA e il Super Bowl. I Cowboys divennero la prima squadra della storia a vincere tre Super Bowl in quattro anni, un'impresa riuscita in seguito solo ai Patriots,

### 1996
Infortuni e incidenti fuori dal campo segnarono la stagione 1996 dei Cowboys. Novacek, il giocatore di cui probabilmente Aikman si fidava maggiormente come bersaglio dei suoi passaggi, soffrì nell'estate un infortunio alla schiena e fu costretto a concludere la carriera. Irvin fu trovato in possesso di narcotici e fu sospeso per le prime cinque gare della stagione. A dicembre, al defensive tackle Leon Lett fu assegnato un anno di sospensione per aver fallito un test anti-narcotici. Nel finale di stagione, Irvin e Williams attirarono su di sé l'attenzione nazionale quando furono accusati di violenza nei confronti di una donna, anche se in seguito le accuse furono ritirate. Anche Haley e Emmitt Smith furono rallentati dagli infortuni durante la stagione. Malgrado ciò, Dallas riuscì comunque a guidare la NFC East per il quinto anno consecutivo con un record di 10–6. I Cowboys si sbarazzarono dei Vikings 40-15 nel primo turno dei playoff, dopo di che volarono in trasferta contro i debuttanti Carolina Panthers, venendo sconfitti 26-17 dopo che Irvin e Sanders erano usciti dal campo per infortunio.

### 1997
Le previsioni di inizio stagione davano anche i Cowboys come favoriti della NFC nel 1997. Tuttavia l'annata terminò con un deludente bilancio di 6–10, continuando ad essere segnati da problemi di disciplina e da problemi fuori dal campo. Switzer fu arrestato durante la pre-stagione dopo che il metal detector di un aeroporto scoprì nel suo bagaglio una pistola. La squadra collassò nel finale di stagione, perdendo le ultime cinque partite. Switzer rassegnò le proprie dimissioni nel gennaio 1998, venendo sostituito dall'ex coordinatore offensivo degli Steelers
Chan Gailey.

### 1998
Dopo aver mancato i playoff nel 1997, Gailey guidò la squadra a un record di 10–6 nel 1998 e Dallas fu la prima squadra della NFC East a vincere tutte le gare contro avversari della propria division. I Cowboys subirono un'umiliante eliminazione nel primo turno di playoff contro gli Arizona Cardinals al Texas Stadium 20-7, nella prima vittoria nei playoff degli avversari da mezzo secolo. Jones fece ben sperare i tifosi a fine anno però, firmando il quotato wide receiver "Rocket" Ismail.

### 1999
I Cowboys iniziarono la stagione 1999 in maniera notevole, rimontando uno svantaggio di 21 punti a Washington nella gara di apertura, vincendo 41–35 ai supplementari. Nella quarta gara della stagione però, Dallas perse Irvin per un infortunio al collo che mise fine alla sua carriera. Anche Darryl Johnston subì un infortunio che pose fine alla sua carriera, mentre Aikman, Allen, Sanders e il cornerback Kevin Smith persero anch'essi diverse gare per infortunio. Dallas terminò con un record di 8-8 ma riuscì comunque ad ottenere una wild card per i playoff, perdendo a Minnesota 27-10. I giocatori chiave iniziarono a lamentarsi di Gailey e Jones lo licenziò nel gennaio 2000.

## Anni duemila

### Stagioni con Dave Campo (2000–02)

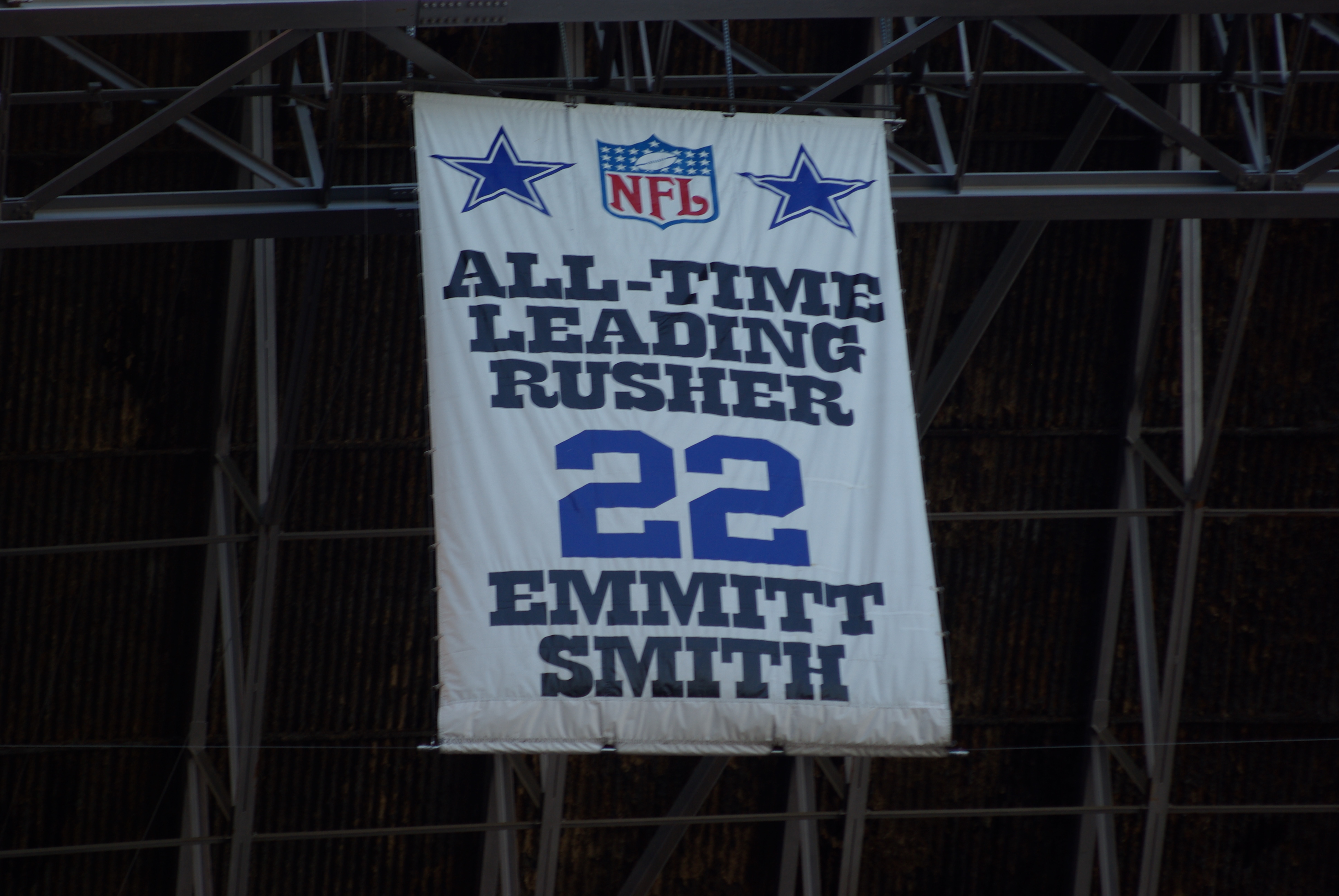
Lo stendardo al Texas Stadium che celebra il record NFL di Emmitt Smith per yard corse in carriera stabilito nel 2002.

Il coordinatore difensivo Dave Campo fu promosso a capo-allenatore ma riuscì solamente a guidare la squadra a tre stagioni consecutive con un record di 5-11. Molta incertezza caratterizzò il ruolo di quarterback, dopo che diverse commozioni cerebrali subite, la prima nella gara inaugurale della stagione contro gli Eagles, costrinsero Aikman a porre fine alla propria carriera dopo la stagione 2000; cinque diversi quarterback si alternarono come titolari nel 2001 e 2002. Il punto più basso della gestione Campo avvenne nella gara di debutto della stagione 2002, in cui i Cowboys furono battuti dagli Houston Texans, che erano alla prima gara della loro storia. Molti tifosi e media diedero la colpa a Jerry Jones per le difficoltà della squadra, notando come egli avesse preferito non assumere allenatori dalla forte personalità che gli consentirono di intervenire personalmente nelle faccende del campo con decisioni discutibili.

### L'era di Bill Parcells

#### 2003
Ad ogni modo, Jones dimostrò che si sbagliavano nel 2003 quando convinse Bill Parcells a rientrare dal suo ritiro per allenare i Cowboys. La squadra divenne la sorpresa della stagione 2003, terminando la stagione con un record 10–6 qualificandosi per i playoff, dopo aver guidato la NFL in sack, palloni persi forzati agli avversari ed avendo la miglior difesa complessiva.

#### 2004
La stagione 2004 si rivelò turbolenta. Infortuni e costanti problemi con le penalità flagellarono i Cowboys, che durante il training camp svincolarono il quarterback titolare Quincy Carter per abuso di sostanze stupefacenti. Il quarantenne veterano Vinny Testaverde, recentemente acquisito del suo ex allenatore Parcells come riserva, divenne il titolare. A metà stagione la squadra si trovava su un record di 3-5 ma il rookie running back Julius Jones tornò a fine novembre, disputando due delle migliori gare della storia della franchigia. Dallas però in quel periodo ebbe un record parziale di 1–3 e la stagione terminò con un record di 6–10.
Nel novembre 2004 fu approvato un voto dalla città di Arlington a Tarrant County per costruire in nuovo stadio adiacente all'Ameriquest Field di Arlington. La squadra iniziò a giocare nel nuovo sito nel 2009, trentotto anni dopo aver giocato nella città di Irving e quarantanove nella Contea di Dallas.

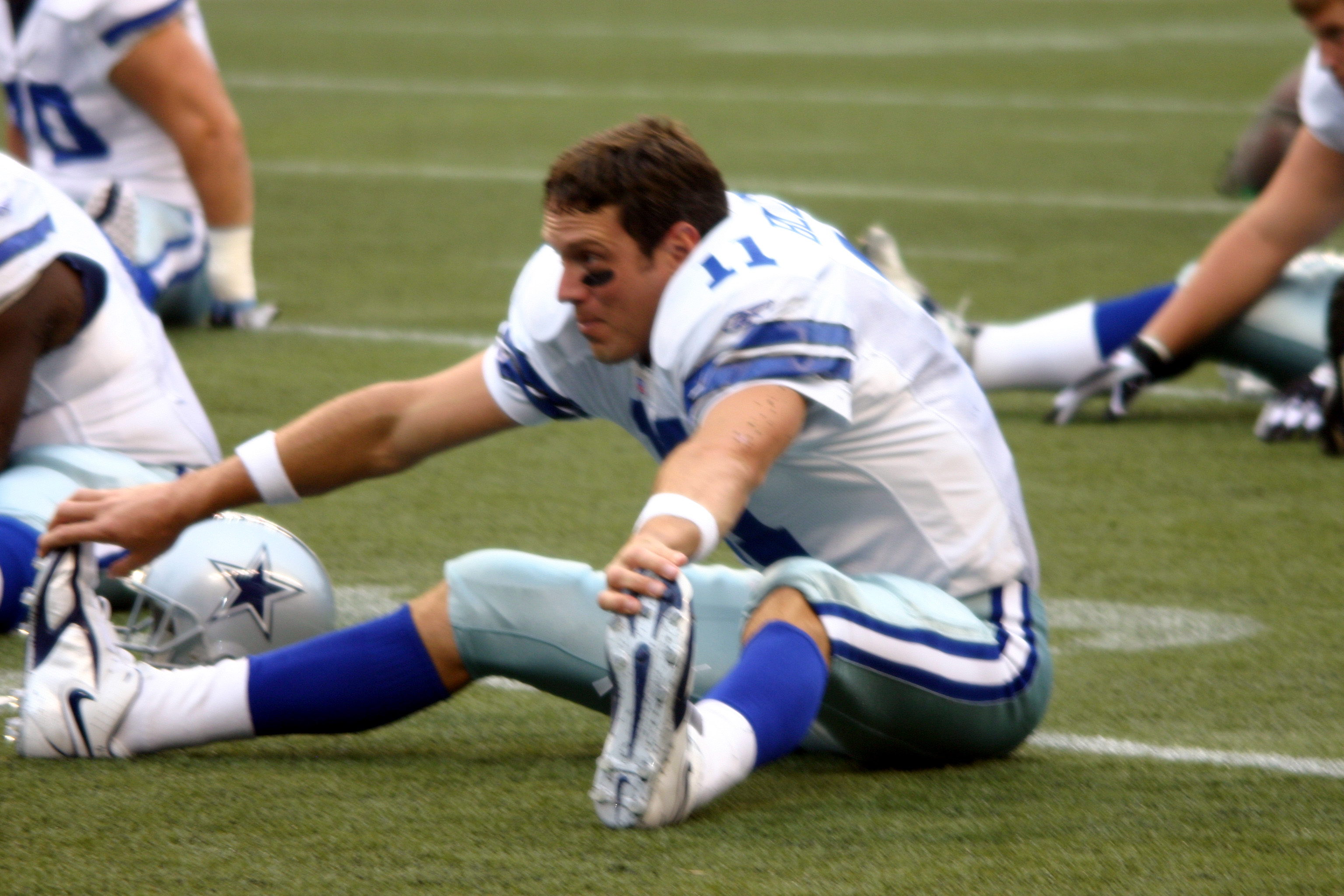
Drew Bledsoe portò stabilità nel ruolo di quarterback nel 2005.

#### 2005
I Cowboys migliorarono la loro difesa prima della stagione 2005, aggiungendo DeMarcus Ware, Marcus Spears, Kevin Burnett e Chris Canty attraverso il Draft. Jerry Jones aggiunse anche dei veterani come il nose tackle Jason Ferguson e il cornerback Anthony Henry. In attacco, i Cowboys cercarono di migliorare firmando il quarterback free agent Drew Bledsoe. Bledsoe ebbe un'annata solida che diede ai Cowboys la stabilità in quel ruolo che mancava dal ritiro di Troy Aikman cinque anni addietro. La squadra ebbe una stagione di alti e bassi. Ferma su record di 7-3 dopo dieci gare, nelle finali ebbe un record parziale di 2-4 mancando i playoff, classificandosi al terzo posto nella NFC East.

#### 2006

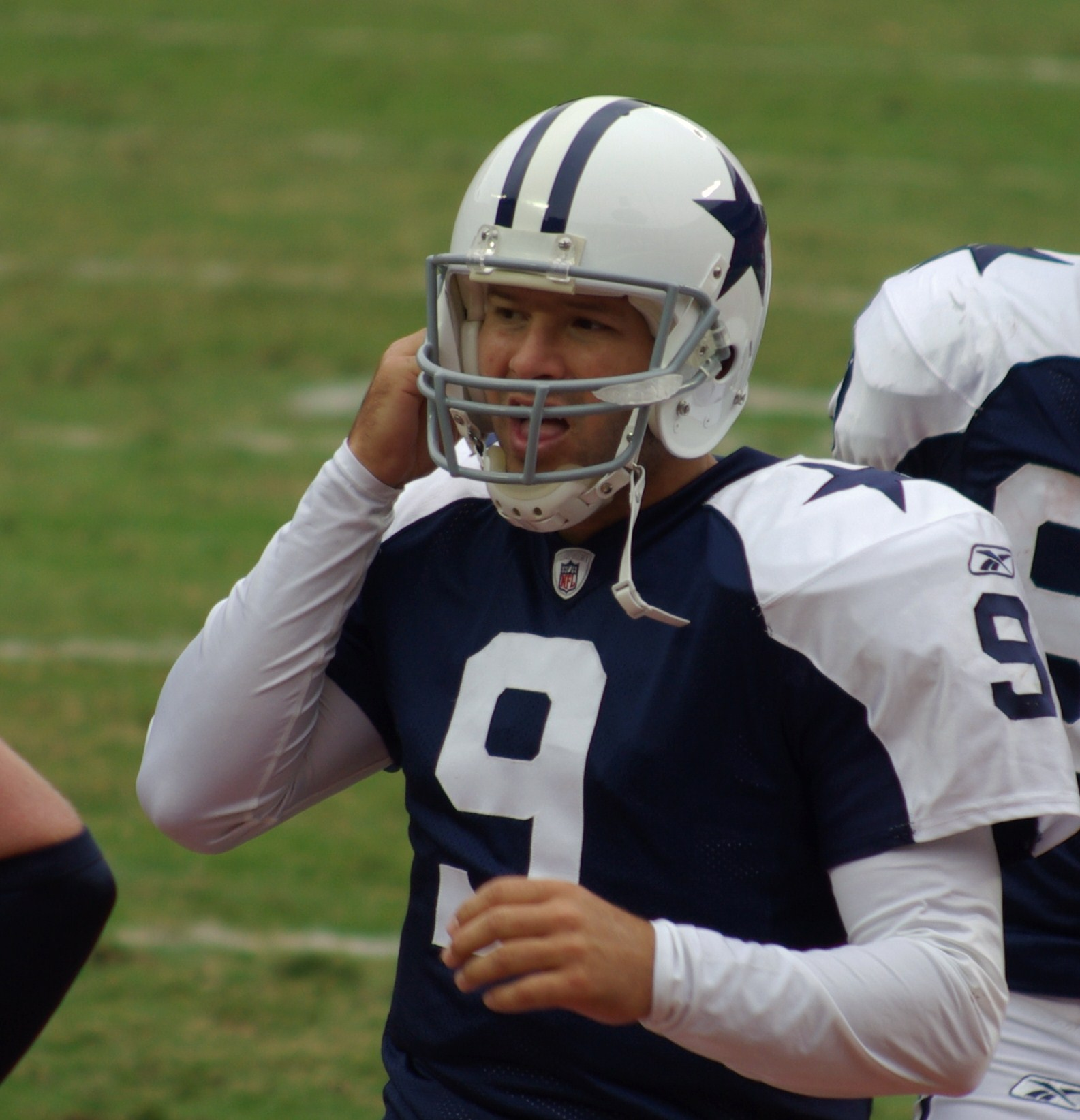
Tony Romo sostituì Bledsoe come titolare nel 2006.

I Cowboys iniziarono la stagione con elevate aspettative ma con un mediocre record di 3–2 prima di un importante Monday Night Football contro i rivali di division, i New York Giants. I Cowboys soffrirono una sconfitta 36–22 malgrado un "cambio della guardia" nel ruolo di quarterback da Drew Bledsoe a Tony Romo. Con le tre gare successive in trasferta, i Giants sembravano destinati a vincere la division per il secondo anno consecutivo. Romo vinse la sua prima gara come titolare contro Carolina Panthers con una splendida rimonta nel quarto periodo (35–14). Nelle giornate successive i Giants attraversarono un periodo negativo, mentre Romo impressionò i critici battendo gli imbattuti Colts e i Tampa Bay Buccaneers con prestazioni di rilievo. I Cowboys calarono nelle ultime giornate perdendo contro i Saints e i pessimi Lions, ma ottennero una wild card per i playoff. Lì affrontarono i Seattle Seahawks. Con Dallas in vantaggio 20-13 a 6:42 dal termine e il pallone sulla propria linea di 1 yard, Romo lanciò un passaggio corto per Terry Glenn, che commise un fumble che recuperò nella end, dando luogo ad una safety. I Seahawks tornarono in possesso del pallone e Matt Hasselbeck lanciò un passaggio da touchdown per Jerramy Stevens portandosi in vantaggio per 21-20 dopo aver sbagliato la conversione da due punti. Con un minuto e 19 secondi al termine, i Cowboys ebbero la possibilità di vincere la gara con un field goal da 19 yard, ma Romo, che aveva continuato a fungere da holder durante i field goal anche dopo essere diventato il quarterback titolare (in genere è il quarterback di riserva a giocare da holder durante i field goal), commise un fumble. Dallas perse la partita e fu eliminata.

### L'era Phillips

#### 2007
Nella prima metà della stagione, Romo firmò un contratto che lo rese il terzo quarterback più pagato della lega dietro Peyton Manning e Carson Palmer. I Cowboys pareggiarono il record di franchigia vincendo 13 partite e il ricevitore Terrell Owens disputò probabilmente la miglior stagione della carriera e della storia della franchigia, segnando 15 touchdown su ricezione. Tony Romo stabilì i primati dei Cowboys per passaggi da touchdown (36) e yard passate (4.211) in una stagione. Dopo aver terminato con il miglior record della NFC ed aver avuto la possibilità di saltare il primo turno di playoff, i Cowboys persero nel divisional round contro i Giants, in una delle più eccitanti stagioni della squadra del decennio.

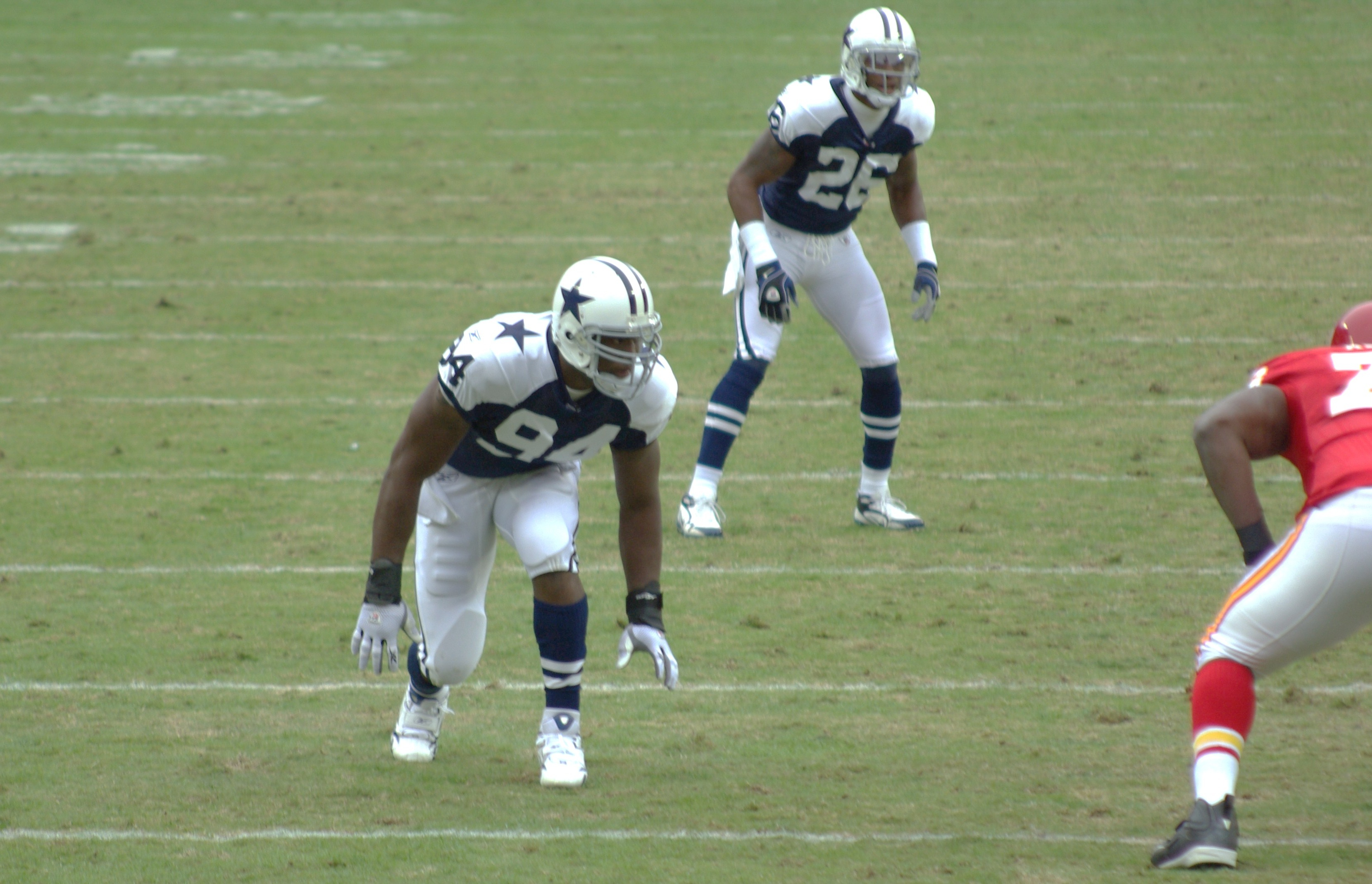
DeMarcus Ware guidò la NFL in sack nel 2008 e nel 2010.

#### 2008
Nella stagione 2008 i Cowboys terminarono con un bilancio positivo di nove vittorie e sette sconfitte ma si classificarono al terzo posto della division. Nel corso dell'anno acquisirono tramite uno scambio con i Lions il ricevitore Roy Williams che contribuì a far svincolare Terrell Owens a fine stagione, malgrado l'estate precedente gli fosse stato rinnovato il contratto assicurandogli 34 milioni di dollari garantiti.

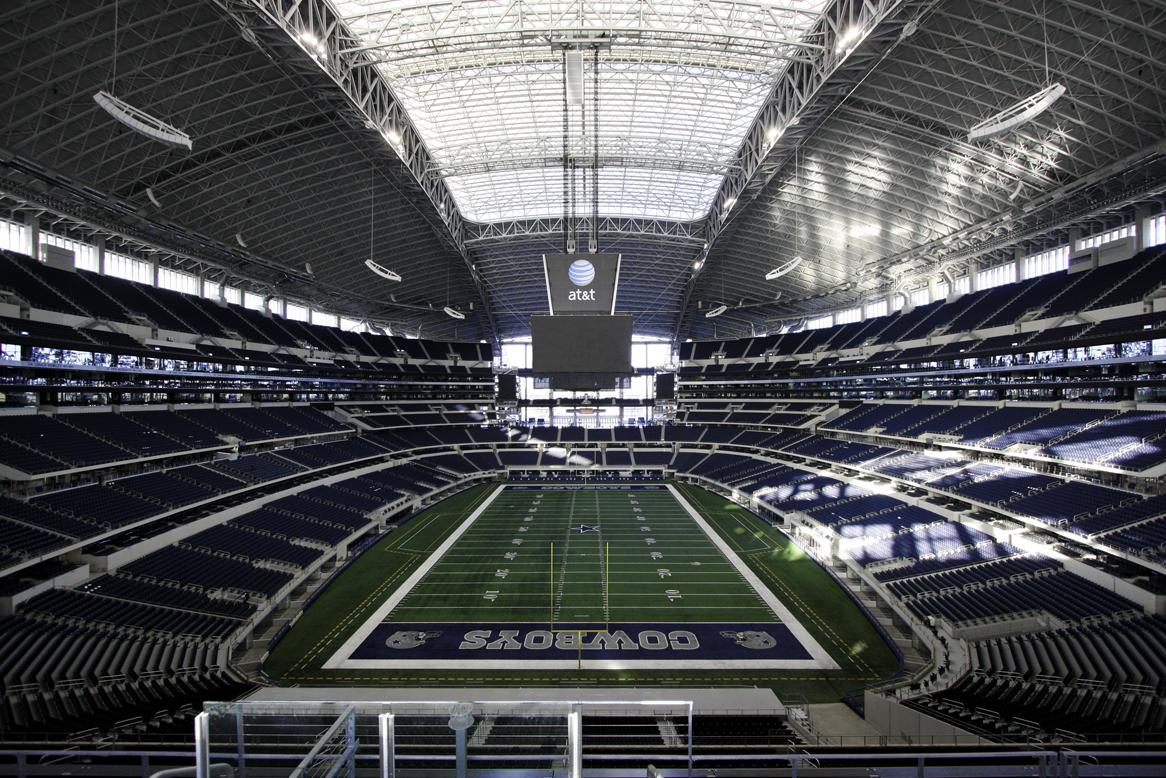
Dallas passò a giocare nel Cowboys Stadium nel 2009.

#### 2009
In questa stagione i Cowboys si trasferirono al nuovo Cowboys Stadium, costato oltre un miliardo di dollari. La prima gara di stagione regolare che vi si disputò fu una sconfitta di tre punti contro i Giants. A metà stagione la squadra si trovava su un record di 6-2, dopo di che giunsero una sconfitta contro i Packers, due vittorie consecutive e due sconfitte consecutive. All'alba dell'ultimo mese di stagione le speranze di raggiungere i playoff erano dubbie e ricominciò il vecchio discorso della "maledizione di dicembre". I Cowboys però vinsero le successive partite e per la prima volta nella loro storia non fecero segnare agli avversari alcun punto per due gare consecutive. Nel primo turno di playoff i Cowboys si scontrarono con gli Eagles e la loro quotata difesa, battendoli per la terza volta in stagione. La prima vittoria nei playoff della squadra dal 1996 li pose contro Brett Favre e i Vikings nel divisional round da cui vennero eliminati.

#### 2010
Nel 2010 Dallas partì perdendo le prime due partite, come non accadeva dal 2001. I Cowboys ottennero la prima vittoria contro i Texans per 27-13. Dopo la settimana di pausa ci fu un'altra imbarazzante sconfitta casalinga contro Tennessee. Nella settimana 8, Romo si fratturò una vertebra coi Giants, venendo sostituito dal trentottenne Jon Kitna, che, pur non partendo titolare da due anni, lanciò due touchdown, non evitando però una sconfitta per 31-45. Nella settimana 8, i Cowboys si trovarono su un record di 1-6 dopo una sconfitta casalinga contro Jacksonville e sei intercetti lanciati da Jon Kitna. Dopo una disastrosa sconfitta per 45-7 a Green Bay, Wade Phillips fu licenziato, venendo sostituito dal coordinatore offensivo Jason Garrett. Senza più nulla da perdere, i Cowboys giocarono la rivincita contro i New York Giants ma questa volta li superarono grazie a Jon Kitna che passò 327 yard e un touchdown. La squadra mostrò dei progressi nel finale di stagione e terminò con un record di 6-10.

### L'era di Jason Garrett

#### 2011

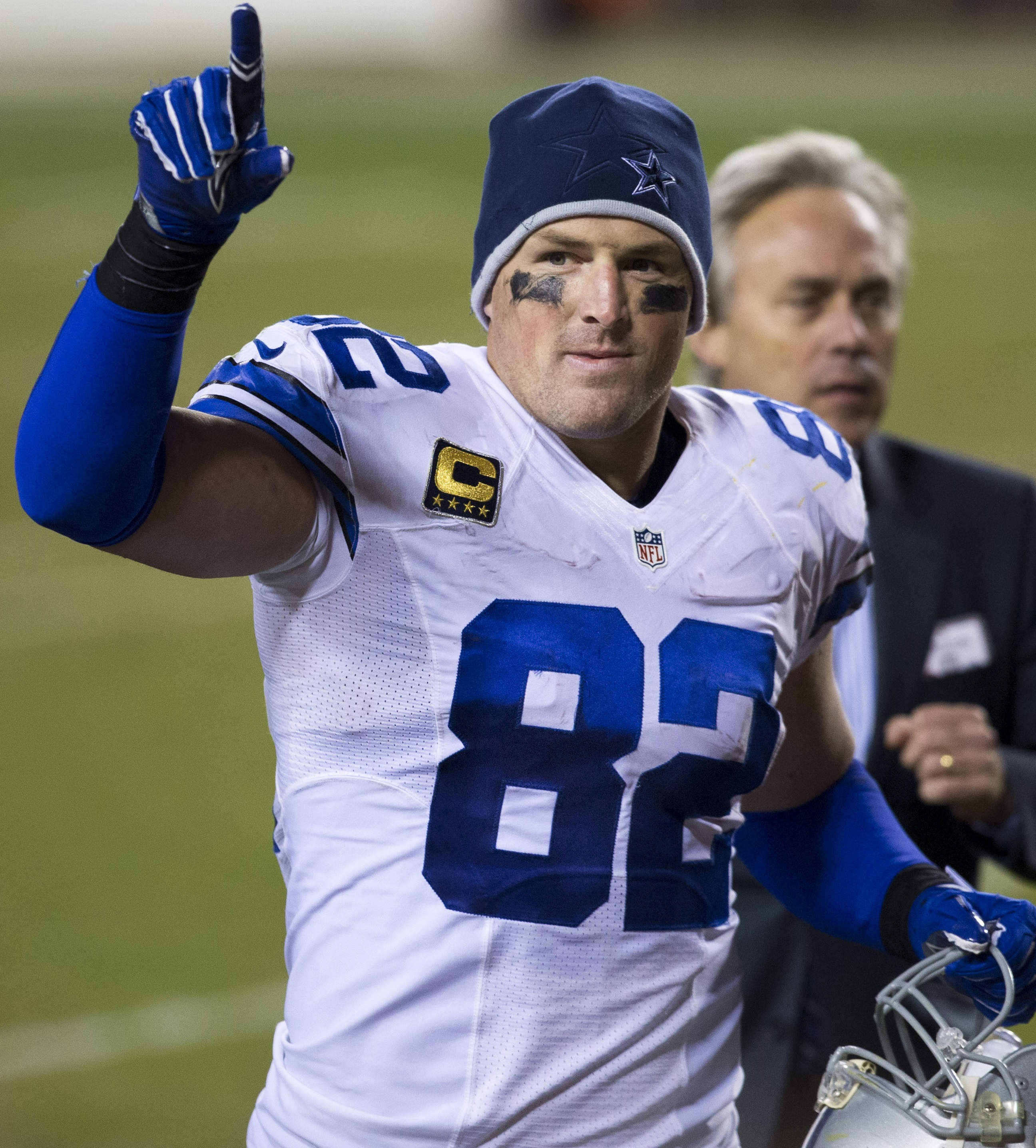
Jason Witten nel 2012 divenne il leader di tutti i tempi della franchigia per ricezioni.

Con Romo di nuovo tra le loro file, i Cowboys persero la prima gara della stagione 2011 coi Giants e vinsero le successive coi 49ers ai supplementari e contro i Redskins. Dopo aver vinto tutte le gare del mese di novembre, i Cowboys si portarono su un record di 7-4, sembrando i favoriti per vincere la propria division. Nelle ultime cinque gare della stagione però, i Cowboys ne vinsero solo due, incluse due devastanti sconfitte contro i Giants che permisero ai loro rivali di vincere la division e infine il Super Bowl.
Da segnalare durante questa stagione la sensazionale partita del running back DeMarco Murray che nella settimana 7 corse 253 yard su 25 possessi contro i Rams, battendo il precedente record di franchigia di Emmitt Smith per yard corse in una singola gara (237 yard in trasferta contro i Philadelphia Eagles il 31 ottobre 1993). A tale record totale contribuì un touchdown su corsa da 91 yard nel primo quarto, il secondo più lungo nella storia dei Cowboys, dopo il record NFL di 99 di Tony Dorsett nel gennaio 1983.

#### 2012
Nella gara di debutto del 2012 i Cowboys si vendicarono dei Giants che li avevano esclusi dai playoff nell'anno precedente. Seguirono due mesi di alti e bassi in cui la squadra alternò vittorie e sconfitte, trovandosi a fine novembre su un record di 5-6 dopo una cocente sconfitta contro i Redskins in cui Robert Griffin III dominò la difesa di Dallas. Romo però fu strepitoso nelle prime tre gare del mese di dicembre, lanciando dieci touchdown a fronte di un solo intercetto, vincendo tutte e le tre le gare. Nella settimana 17 Cowboys e Redskins si trovarono di fronte a una gara da dentro o fuori: la vincente avrebbe vinto la division, mentre le restante sarebbe stata eliminata dai playoff. Ancora una volta, Romo non fu in grado di trascinare la squadra nel momento più importante, lanciando 3 intercetti nella sconfitta dei Cowboys, che restarono a bocca asciutta e ancora fuori dai playoff.
Note positive della stagione furono l'esplosione del ricevitore Dez Bryant che ricevette oltre 1.300 yard e il tight end veterano Jason Witten che il 4 novembre 2012 contro gli Atlanta Falcons divenne il leader di tutti i tempi dei Cowboys con 754 ricezioni, superando Michael Irvin

#### 2013
Per il secondo anno consecutivo, Dallas aprì la stagione battendo i New York Giants rivali di division per 36-31. Fu la prima vittoria sulla franchigia della Grande Mela all'AT&T Stadium dalla sua apertura nel 2009. Come l'anno seguente, i Cowboys persero tre delle successive quattro partite. Si ripresero nella settimana battendo Washington campione di division in carica 31-16. Seguì una vittoria sugli Eagles prima di una sconfitta coi Lions che chiuse il mese di ottobre.
Nel mese di novembre la squadra ebbe un record parziale di 3-1, inclusa un'altra vittoria sui Giants. Dicembre iniziò con due sconfitte in gare cruciali contro Green Bay. Quella contro i Packers fu particolarmente amara poiché i Cowboys conducevano 26-3 alla fine del primo tempo, prima essere rimontati sul 37-36. La squadra giunse al penultimo turno contro Washington su un record di 7-7 ma ancora con la possibilità di Eagles per vittoria della NFC East. All'inizio del quarto periodo, Dallas si trovava in svantaggio per 23-14, riuscendo tuttavia a risollevarsi e a vincere 24-23. Il touchdown della vittoria fu un passaggio su una situazione di quarto down da Romo a DeMarco Murray con 75 secondi sul cronometro. Tuttavia, Romo subì un grave infortunio alla schiena in quel quarto periodo e anche se riuscì a concludere la gara, questo pose fine prematuramente alla sua stagione. Per il terzo anno consecutivo, Dallas arrivò all'ultimo turno con in palio la vittoria della division, questa volta contro gli Eagles. Dallas giunse alla gara ancora imbattuta quell'anno nella division, ma con Romo sostituito dal quarterback di riserva Kyle Orton. A meno di due minuti al termine e in svantaggio per 24-22, Orton subì l'intercetto che chiuse la gara. Dallas ancora una volta finì con un bilancio di 8-8 fuori dai playoff.

#### 2014

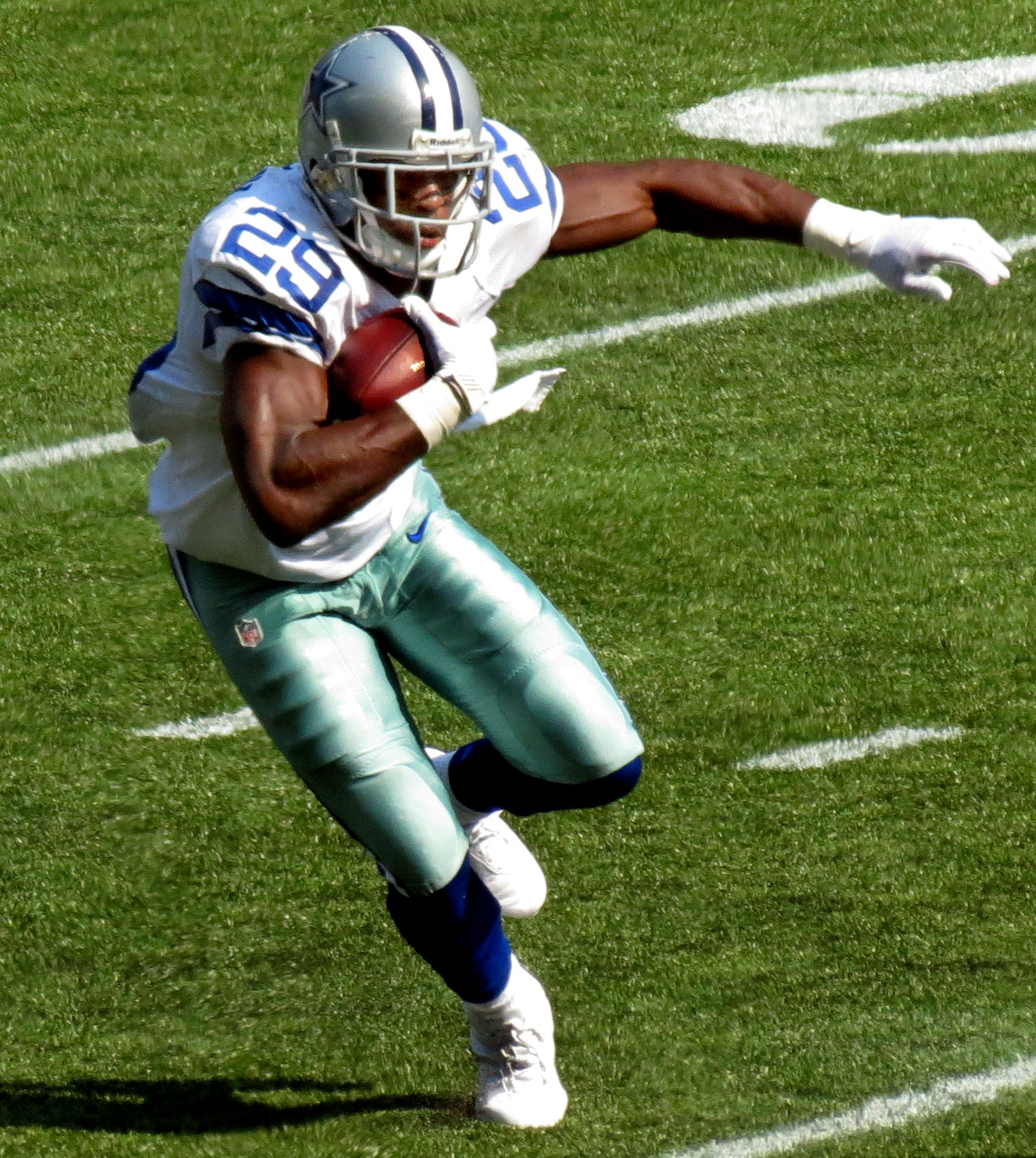
Nel 2014 DeMarco Murray stabilì il record di franchigia con 1.845 yard corse.

Dopo avere iniziato la stagione con un'imbarazzante sconfitta per 28-17 contro San Francisco, Dallas vinse le successive sei partite consecutive, la sua miglior striscia dal 2007. Punto più alto di quel periodo fu la vittoria in casa dei Seattle Seahawks campioni in carica, in quella che fu solamente la seconda sconfitta tra le mura amiche dei Seahawks negli ultimi tre anni. La striscia si concluse con una sconfitta contro i Redskins ai supplementari per 20-17. Tuttavia, Romo si infortunò nuovamente alla schiena, costringendo a far partire come titolare contro Arizona Brandon Weeden. I Cardinals vinsero 28-17. Romo fece ritorno nella gara della settimana 10 disputata a Londra contro Jacksonville, vincendo 31-17. Dallas giunse all'annuale gara casalinga del Giorno del Ringraziamento su un record di 8-3, lo stesso degli Eagles loro avversari. Philadelphia partì bene e Dallas non riuscì più a rimontare, perdendo 33-10. Con la vittoria successiva sui Bears a Chicago invece, la squadra si assicurò la prima stagione con un bilancio positivo dal 2009.
Nella settimana 15 ci fu la rivincita contro gli Eagles a Filadelfia, vinta per 38-27 e portandosi in testa alla division. La vittoria della settimana seguente contro Indianapolis 42-7 portò la matematica certezza del primo titolo di division dal 2009. La stagione terminò con un record di 12-4 e il terzo posto nel tabellone della NFC. DeMarco Murray batté il record di franchigia di Emmitt Smith per yard corse in una stagione con 1.845 che furono anche il miglior risultato della lega. Inoltre superò il record NFL di Jim Brown correndo almeno 100 yard in ognuna delle prime otto gare dell'anno, venendo premiato come miglior giocatore offensivo dell'anno. Nel primo turno di playoff, i Cowboys batterono i Lions centrando la loro prima vittoria nei playoff dal 2009. La loro stagione si chiuse la settimana successiva al Lambeau Field di Green Bay perdendo 26-21.

#### 2015
Dopo una stagione di successo nel 2014, Dallas iniziò l'annata con alte aspettative, nonostante l'addio di Murray, passato come free agent agli Eagles. Nella gara di debutto, Romo portò la squadra alla vittoria in rimonta sui Giants, malgrado la perdita per infortunio di Dez Bryant. La settimana seguente contro Philadelphia, il quarterback si ruppe una clavicola, ma Dallas vinse comunque per 20-10. Romo saltò le successive sette partite, tutte perse dalla squadra, che scese a un record di 2-7. Fece il suo ritorno nella settimana 11 guidando i Cowboys alla vittoria su Miami. Il giovedì successivo, nella gara del Ringraziamento, il giocatore si infortunò nuovamente alla clavicola, chiudendo definitivamente la sua stagione, con la squadra che perse con gli allora imbattuti Carolina Panthers. Nella successiva sfida del Monday Night Football, Dallas batté Washington per 19-16, in quella che risultò essere l'ultima vittoria della stagione e l'unica senza Romo come titolare. L'annata si chiuse con un bilancio di 4 vittorie e 12 sconfitte all'ultimo posto NFC East.

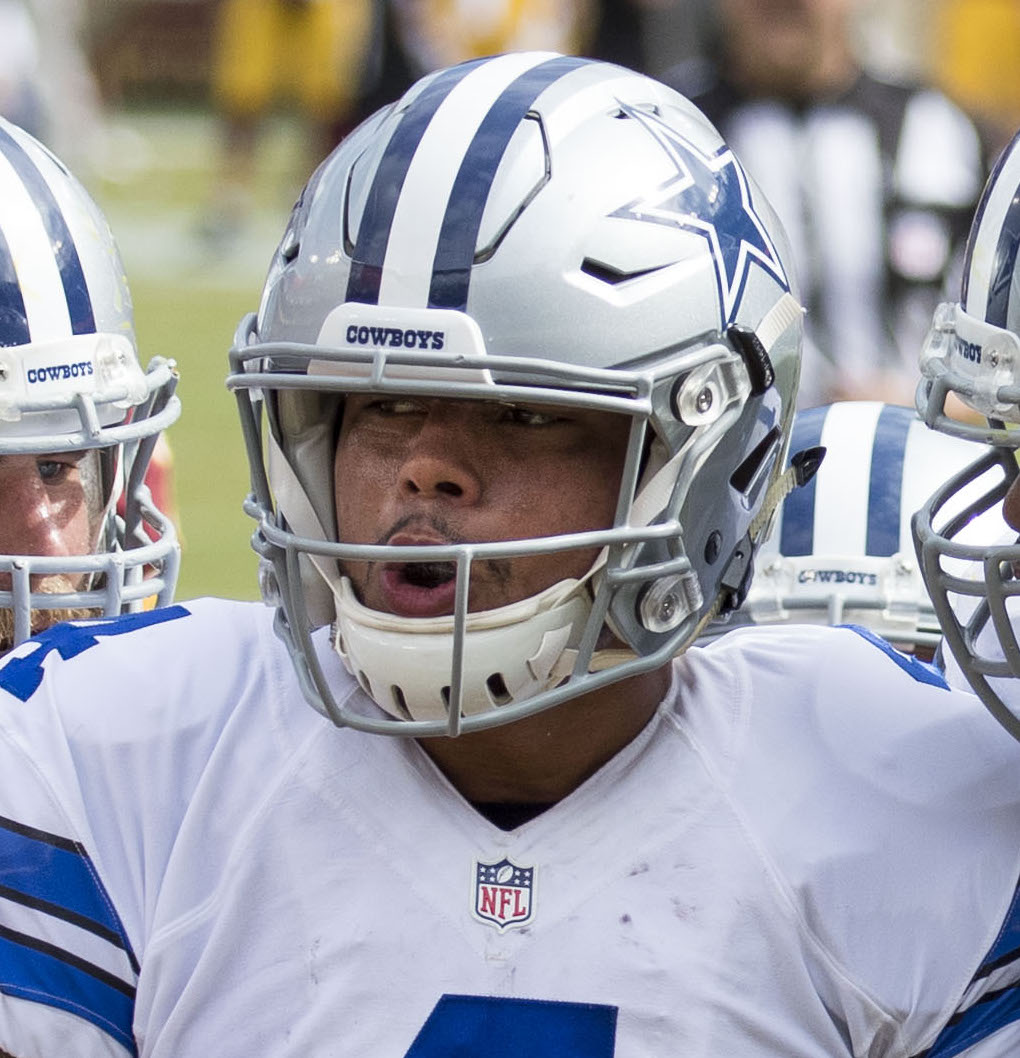
Nel 2016 Dak Prescott prese il posto di Tony Romo come quarterback titolare

#### 2016
Nel Draft 2016, i Cowboys scelsero come quarto assoluto il running back da Ohio State Ezekiel Elliott. Nella terza gara di pre-stagione, Tony Romo si infortunò nuovamente in uno scontro con Cliff Avril così fu il rookie scelto nel quarto giro Dak Prescott ad essere nominato come titolare. Dopo una sconfitta di un punto nel primo turno contro i Giants, i Cowboys trascinati da Elliott e Prescott, oltre che da quella che continuò ad essere la miglior linea offensiva della lega, vinsero 11 gare consecutive, fino alla sconfitta nella settimana 14 sempre contro i Giants. Nel frattempo, Romo si ristabilì ma ormai le redini di Dallas erano saldamente in mano a Prescott. La stagione regolare si chiuse con un record di 13 vittorie e 3 sconfitte, il migliore della NFC e della storia della franchigia assieme a quelli del 1992 e 2007, con Elliott che batté il primato di yard corse per un rookie di Dallas che resisteva dai tempi di Tony Dorsett nel 1977 e Prescott che fu premiato come rookie offensivo dell'anno. Jason Garrett fu invece premiato come allenatore dell'anno.
Malgrado il vantaggio del fattore campo per tutti i playoff della NFC, i Cowboys furono subito eliminati nel divisional round dai Green Bay Packers per 34-31. A fine stagione, Tony Romo annunciò il proprio ritiro.

#### 2017
Quella del 2017 fu una stagione tumultuosa per Cowboys. In agosto la NFL annunciò che la stella Ezekiel Elliott sarebbe stata sospesa per le prime sei partite dopo essere stato accusato di violenza domestica sulla sua ex fidanzata nel 2016. Elliott proclamò la sua innocenza e non fu mai effettivamente dichiarato colpevole. La sospensione fu più volte sospesa e riconfermata a causa degli appelli del giocatore.
I Cowboys iniziarono l’annata battendo i Giants per 19-3. La settimana successiva subirono una netta sconfitta con i Broncos per 42–17. Si ripresero nel terzo turno vincendo sui Cardinals 28–17. Fecero poi ritorno per due gare consecutive in casa, perse entrambe con Rams e Packers.
Dopo la settimana di pausa i Cowboys tornarono in forma battendo i 49ers 40–10, la prima di tre vittorie consecutive. Dopo quel momento iniziò la sospensione di Elliott  e Dallas perse tre gare consecutive, fino a una vittoria contro i Redskins nella settimana 13, in cui l’ex running di Washington Alfred Morris corse 127 yard e un touchdown contro la sua ex squadra. Dez Bryant inoltre con un touchdown divenne il leader di tutti i tempi della franchigia per marcature su ricezione. Seguì una vittoria con i Giants e una con un finale rocambolesco con i Raiders.
Elliott fece ritorno nella settimana 16 contro i Seahawks ma non fu sufficiente a evitare la sconfitta per 21-12 che eliminò matematicamente la squadra dalla corsa ai playoff. La stagione si chiuse con una vittoria per 6-0 sugli Eagles, che avrebbero vinto il Super Bowl, e un record di 9-7, secondi nella division.

#### 2018
Prima che la stagione 2018 iniziasse, i Cowboys dissero addio a tre giocatori offensivi chiave. Il wide receiver Dez Bryant fu svincolato ad Aprile, dopo che le sue prestazioni erano andate rapidamente in calo dal 2015. Il tight end veterano Jason Witten si ritirò a maggio dopo 15 stagioni (anche se fece ritorno nel 2019 e trascorse una stagione con i Raiders, prima di ritirarsi definitivamente nel 2020). Infine, il kicker più di successo della storia della franchigia, Dan Bailey, fu svincolato il 1º settembre, dopo avere perso il posto in favore dell’ex kicker della CFL Brett Maher. Tra gli acquisti vi furono l’ex ricevitore dei Jacksonville Jaguars Allen Hurns che firmò per due anni e il wide receiver Tavon Austin, ottenuto in uno scambio con i Rams.
La stagione iniziò con una sconfitta con i Panthers per 16–8. Seguì una vittoria con i Giants dopo di che nella settimana 3 contro i Seahawks l’attacco faticò molto, con Dak Prescott che subì due costosi intercetti. Elliott ebbe un fumble nel quarto periodo che pose fine alle speranze di rimonta, nella gara che terminò con una sconfitta per 24–13. Nel quarto turno Dallas batté i Lions grazie a un field goal di Maher a tempo scaduto.
Ottobre non fu un mese positivo per i Cowboys, che vinsero solo una gara su tre, contro i Jaguars. In seguito il proprietario e general manager Jerry Jones scambiò la scelta del primo giro del Draft NFL 2019 con gli Oakland Raiders per il wide receiver Amari Cooper. Questi, dopo la settimana di pausa, segnò il suo primo touchdown contro i Titans ma Dallas non segnò alcun punto nel secondo tempo, perdendo per 28-14 e scendendo a un record di 3–5.
Lo scambio per Cooper diede i suoi frutti con i Cowboys che fecero ritorno ai playoff vincendo sette delle ultime otto gare, conquistando il titolo di division con un bilancio di 10-6. Nel primo turno batterono i Seahawks 24–22 in quella che fu la loro quarta vittoria nei playoff dal 1995, ma furono eliminati dai Rams nel turno successivo.

#### 2019
Dopo una disputa contrattuale, Ezekiel Elliott firmò un nuovo accordo di sei anni del valore di 90 milioni di dollari, Pur avendo vinto tutte le prime tre gare, Dallas chiuse con un record di 8-8, mancando l’accesso ai playoff malgrado Prescott abbia passato un record personale di 4.902 yard, con 30 touchdown. A fine anno Jerry Jones decise di non rinnovare il contratto al capo-allenatore Jason Garrett.

### =2020
Come nuovo capo-allenatore fu assunta l’ex  guida dei Packers e vincitore del Super Bowl XLV Mike McCarthy. I Cowboys ebbero un difficile inizio di stagione, perdendo contro squadre che poi avrebbero raggiunto i playoff quell’anno. L’unica vittoria nelle prime quattro gare fu contro gli Atlanta Falcons, dopo essere stati in svantaggio per 20-0, recuperando un onside kick nel finale e calciando il field goal della vittoria per 40-39. La loro seconda vittoria si rivelò costosa. Malgrado l’avere battuto i Giants per 37–34, il quarterback Dak Prescott subì un infortunio alla caviglia che pose fine alla sua stagione. La squadra perse sei delle successive sette gare, con l’unica vittoria a sorpresa contro i Vikings. Grazie a tre vittorie consecutive la squadra salì a un record di 6-9, ancora in corsa per il titolo di division in una debole NFC East. Ad ogni modo, una sconfitta nell’ultimo turno contro i Giants li eliminò dalla corsa ai playoff per il secondo anno consecutivo.

#### 2021
Con Dak Prescott tornato in forma e una difesa migliorata, la squadra terminò con un bilancio di 12-5, facendo ritorno ai playoff. Tuttavia nel turno delle wild card Dallas fu subito eliminata dai 49ers testa di serie numero 6 del tabellone della NFC, perdendo per 23-17.

#### 2022
I Cowboys vinsero tre delle prime quattro gare ma Dak Prescott si infortunò a una mano durante una sconfitta per 19–3 contro i Tampa Bay Buccaneers nel primo turno. La sua riserva Cooper Rush si fece trovare pronto e vinse quattro delle successive cinque partite. Dopo il ritorno di Prescott, la squadra terminò con lo stesso record dell’anno precedente. Nel primo turno di playoff vi fu la rivincita con i Tampa Bay Buccaneers, che batterono per 31–14 in quella che fu l’ultima gara della carriera di Tom Brady. La settimana successiva i Cowboys furono eliminati nuovamente dai 49ers, perdendo per 19-12 nel divisional round.